# Personaggi di Jujutsu kaisen - Sorcery Fight
Questa è una lista dei personaggi di Jujutsu kaisen - Sorcery Fight, manga scritto e disegnato da Gege Akutami. Gli stessi compaiono anche nella serie televisiva anime e in tutti i media derivati.

## Personaggi principali
Yuji Itadori (虎杖 悠仁? Itadori Yūji)
Doppiato da: Jun'ya Enoki (ed. giapponese), Dario Sansalone (ed. italiana)
Un adolescente atletico che si unisce al club dell'occulto della sua scuola per evitare di unirsi alla squadra di atletica. Dopo aver trovato e aperto una scatola contenente un talismano maledetto simile a un dito in putrefazione, la sua scuola viene attaccata da creature simili a fantasmi conosciute come maledizioni. Per proteggere i suoi amici, ingoia il dito in putrefazione e viene posseduto da una maledizione nota come Ryomen Sukuna. Successivamente si unisce all'Istituto di Arti Occulte di Tokyo sotto la tutela di Satoru Gojo. Grazie all'incredibile potenziale come recipiente e all'influenza del maestro, la sua condanna a morte viene sospesa fino a quando non consumerà tutte le dita di Sukuna, per poi venire ucciso insieme alla maledizione. Yuji è una persona onesta che si prende molta cura non solo dei suoi compagni, ma di chiunque consideri persone con propria volontà, a dispetto di quanto sia profonda o superficiale la sua connessione con loro. Yuji è profondamente motivato dalla desiderio di aiutare gli altri, un'idea innestata dalle parole del nonno sul punto di morte che voleva che il nipote facesse uso della sua forza per fare del bene e poter un giorno morire circondato da altri. Il suo tratto distintivo come stregone, "Pugno divergente", consente ai suoi pugni di colpire due volte, creando un potente impatto infuso dall'energia malefica. In realtà questo effetto è dovuto ad un errore nel controllare l'energia malefica di Yuji, che correggerà grazie ad un insegnamento di Todo ed in seguito al combattimento contro Choso. Yuji infatti sfrutta la sua naturale forza fisica per il primo impatto, ma l'energia malefica non è altrettanto rapida e fluisce solo in seguito creandone un secondo, in seguito Yuji inizierà a combinare forza ed energia malefica per creare un singolo impatto più potente. Malgrado prima di ingoiare il primo dito di Sukuna, Yuji sembrasse un essere umano normale, è dotato di una capacità fisica e atletica sovrumane insieme ad un talento innato per il combattimento e le arti marziali, tanto da venire considerato al pari di uno stregone di primo livello da diversi collaboratori più esperti. Viene rivelato che Yuji è stato partorito da Kenjaku, come un altro dei suoi molteplici esperimenti, dopo che questo ha preso il controllo del corpo di Kaori, moglie di Jin Itadori. Jin, infatti, altri non era che la reincarnazione dell'anima del fratello gemello che Sukuna divorò nel grembo materno per non morire di fame e rigettare il suo destino. Kenjaku ha così ritrovato quell'anima dispersa e l'ha utilizzata per poter procreare Yuji, creato come gabbia in grado di contenere Sukuna, inserendo poi al suo interno anche una delle venti dita di Sukuna per rafforzarlo come contenitore. A seguito dell'incidente di Shibuya, in cui perde il controllo di Sukuna, provocando centinaia di morti tra i civili, Yuji inizia a sentirsi direttamente responsabile di questi fatti. Nonostante la rassicurazione di Yuta sul fatto che la maledizione dentro di lui non è una sua colpa e la spiegazione di Higuraua su come non è responsabile del massacro in quanto non era cosciente, Yuji continua a dubitare di meritare di vivere e teme che Megumi soffrirà se lui gli rimane accanto, facendogli rimpiangere di averlo salvato. A causa delle azioni di Mahito e delle parole di Todo sul ruolo di uno stregone sviluppa una mentalità particolare, ritenendosi un mero ingranaggio nella macchina del mondo dell'occulto, afferma infatti di non aver bisogno di trovare uno scopo o un motivo per le sue azioni ma che esiste solo per aiutare i suoi compagni ad esorcizzare maledizioni e che è disposto a tutto per continuare a farlo. Quando scopre che il prezzo da pagare con Angelo per liberare Gojo è uccidere Sukuna, e quindi anche lui, si dichiara pronto a morire per aiutare i compagni, arrivando a desiderare di essere scomparso subito dopo aver salvato Megumi, che ringrazia insieme a Gojo per avergli almeno dato uno scopo. Sukuna, alla fine, riesce ad evadere dal corpo di Yuji attivando il vincolo che avevano stipulato per trasferirsi forzatamente nel corpo di Megumi e prenderne possesso. In seguito alla liberazione di Gojo, Yuji decide di ingoiare i sei uteri maledetti rimasti dei fratelli di Choso per poter acquisire più potere in previsione della futura battaglia con Sukuna e ottenendo così la loro tecnica della Manipolazione del Sangue e capacità rigenerative migliorate. Dopo la morte di Gojo e Kashimo contro Sukuna, Yuji si unisce al campo di battaglia con Higuruma, rivelando di avere delle braccia con delle protuberanze non umane e di colore rosso. Le sue abilità restano enormemente inferiori rispetto a Sukuna, che nota comunque un suo miglioramento in quantità e padronanza dell'energia malefica, nonché l'apprendimento della tecnica dell'inversione che gli permette di guarire dai Tagli inferti da Sukuna. Il re delle maledizioni ribadisce di trovare Yuji privo di qualsivoglia interesse per lui, ma di essere infastidito dal fatto che un individuo così inferiore a lui come stregone non perda la propria forza d'animo per quanto lui lo faccia soffrire, perciò decide che, prima di ucciderlo, si assicurerà di distruggere totalmente il suo spirito. Dentro il dominio di Yuta, Itadori collabora col suo senpai per sconfiggere Sukuna usando la sua capacità di percepire l'anima che gli era stata utile contro Mahito per tentare di risvegliare Megumi colpendo la barriera spirituale che separa l'anima di Megumi da quella di Sukuna, in modo da risvegliare il suo compagno. Dopo essere riuscito a contattare Megumi, però, resta impetrito nel vedere che l'amico abbia perso ogni voglia di vivere. Yuji tuttavia non si scoraggia e si unisce nuovamente al combattimento contro Sukuna insieme a Choso e Maki e, grazie al supporto di Larue, infligge un violento pugno a Sukuna con un Lampo Nero. Rimasto col solo Ino a fungere da supporto, Yuji affronta uno contro uno Sukuna colpendolo con un lampo nero dopo l'altro, riuscendo a risvegliare grazie alla trance agonistica anche il Reliquiario, la tecnica maledetta tagliente di Sukuna rimasta impressa nel suo corpo a causa di tutto il tempo in cui ha ospitato l'anima di Sukuna. Malgrado tutto questo, Sukuna attiva il dominio e inizia a tempestarli di colpi, al che Yuji cerca di difendersi col Dominio Semplice, ma quando Sukuna usa Kamino per incenerire l'area circostante, Yuji deve vedere Choso morire davanti ai suoi occhi per proteggerlo con una sfera di sangue che lo isolasse dal calore. Distrutto per la perdita del fratello, Yuji ritrova la forza di combattere con l'aiuto di Todo, tornato a combattere al suo fianco, e riuscendo ad assestare altri colpi potenti a Sukuna. Il combattimento poi passa in mano ad Okkotsu, impossessatosi con la tecnica di Kenjaku del corpo di Gojo, quando lo scontro tra i loro domini si conclude e la tecnica di Sukuna è temporaneamente disattivata, Itadori riparte all'attacco e usa il suo dominio improvvisato su Sukuna. Dopo avergli offerto di risparmiargli la vita se fosse ritornato nel suo corpo e avesse liberato Megumi, proposta che viene ritenuta insultante da Sukuna, che anzi giura che prima di ucciderlo farà strage di tutti i suoi compagni, Yuji affronta Sukuna nel corpo a corpo. Quest'ultimo usa la versione primordiale del Dominio Semplice, il Cesto Vuoto, per negare il colpo sicuro della tecnica tagliente di Itadori atta a spezzare il confine che separa l'anima di Sukuna da quella di Megumi. Quando Sukuna si appresta ad attivare il suo dominio, viene però colpito a distanza dalla Risonanza di Nobara. Yuji, felice perché resosi conto che la sua amica sia ancora viva, approfitta della momentanea paralisi del nemico per usare il colpo sicuro del suo dominio. Sukuna, ormai messo alle corde, ingaggia un corpo a corpo con Itadori, ma questi sfrutta il Pugno Divergente per coglierlo di sorpresa e poi lo finisce con un Lampo Nero, separandolo dal corpo di Megumi e uccidendolo.
Megumi Fushiguro (伏黒 恵? Fushiguro Megumi)
Doppiato da: Yuma Uchida, Natsumi Fujiwara (da bambino) (ed. giapponese), Cristiano Paglionico, Giuliana Atepi (da bambino) (ed. italiana)
Uno stregone del primo anno che studia all'Istituto di Arti Occulte di Tokyo sotto la tutela di Satoru Gojo. Incontra Yuji mentre cerca di individuare un talismano maledetto di alto livello. È lui che convince Satoru a cercare di salvare Yuji dalla sua esecuzione dopo che viene posseduto da Sukuna. Pur essendo stoico e calcolatore, Megumi desidera aiutare a proteggere le persone che considera buone o gentili. Crede che il mondo sia ingiusto e che uno stregone sia uno strumento per garantire alle persone gentili più possibilità di vivere. È anche una persona piuttosto riservata, come mostrato quando Nobara si lamenta che Megumi non dica quasi nulla di se stesso. Si dimostra comunque spietato nei confronti dei criminali e di quelli che, in generale, fanno del male agli altri. Usa la sua tecnica per manipolare la sua ombra, che impiega per trasportare oggetti, muoversi attraverso e per creare shikigami che usa per esorcizzare le maledizioni. Molti stregoni di alto livello tra cui lo stesso Sukuna hanno notato il suo enorme potenziale magico ancora inespresso. Venne venduto al clan Zen’in (una delle tre prestigiose famiglie di stregoni) dal padre, ma questo fu fermato da Gojo e così divenne comunque uno stregone, ma al di fuori del contesto della famiglia. Il capo del clan Zen'in, Naobito subisce gravi ferite combattendo a Shibuya e, prima di morire, nomina Megumi come il prossimo capo del clan Zen'in, considerando il suo potenziale di stregone, la sua intelligenza e le relazioni positive con esponenti degli altri clan. Lui e Yuji gareggiano nel Girone Mietitore per salvare sua sorella Tsumiki. Dopo aver scoperto che Tsumiki era stata posseduta da Yorozu, uno stregone dell'era Heian, Sukuna coglie l'occasione e prende possesso del corpo di Megumi. Successivamente immerge il corpo del ragazzo in un concentrato di energia malefica per indebolire la sua anima che ancora gli si opponeva. Sukuna decide infine di uccidere Yorozu, che occupa il corpo della sorella di Megumi, al fine di affondare completamente l'anima del ragazzo, trasformandolo nell'assassino di sua sorella. Sebbene Yorozu combatta al limite delle sue abilità, il Re delle Maledizioni utilizza solamente la tecnica di Megumi ad un livello del tutto superiore rispetto allo studente e riesce a uccidere Yorozu, così come ciò che rimaneva Tsumiki. Durante il combattimento tra Sukuna e gli studenti rimasti vivi, Yuji riesce a contattarlo infrangendo la barriera che separa l'anima di Megumi dal suo corpo, ma scopre che Megumi ha ormai perso ogni voglia di vivere. Dopo una dura battaglia, Megumi cerca infine di aiutare Yuji intralciando Sukuna facendolo precipitare parzialmente nell'ombra per ostacolare il suo corpo a corpo. Alla fine, quando Yuji riesce a separare Megumi da Sukuna, questi cerca di convincerlo a lasciargli il possesso del suo corpo, ma Megumi sceglie di provare a vivere nuovamente e si separa definitivamente da Sukuna. Giorni dopo, Megumi si risveglia e legge da una lettera lasciatagli da Gojo che suo padre è morto per mano dello stesso Satoru, al che Megumi ride.
Nobara Kugisaki (釘崎 野薔薇? Kugisaki Nobara)

Doppiata da: Asami Setō (ed. giapponese), Laura Cherubelli (ed. italiana)
Una strega del primo anno che studia all'Istituto di Arti Occulte di Tokyo sotto la tutela di Gojo. Si è trasferita all'università per poter vivere a Tokyo senza spese, nonostante l'opposizione della nonna. Incontra Itadori e Megumi durante la sua prima missione ufficiale come stregone. Nobara è una donna vivace con grande fiducia in se stessa e nella sua capacità di superare ogni situazione. Sebbene non sia quasi allo stesso livello di Yuji, Nobara dimostra di poter essere arrogante o affrettata in diverse occasioni. Usa un martello e dei chiodi infusi con il suo potere magico come arma per esorcizzare le maledizioni, similmente al voodoo. Ammira una ragazza di nome Saori che viveva nel suo villaggio e desidera incontrarla di nuovo. Durante gli eventi di Shibuya, rimane mortalmente ferita da Mahito e il suo destino non viene espressamente chiarito, ma quando Yuji chiede novità in proposito a Megumi, il silenzio di quest'ultimo e la reazione di Yuji stesso fanno intendere che sia morta. Nobara, tuttavia, riesce a sopravvivere e si risveglierà durante la battaglia contro Sukuna giusto in tempo per utilizzare l'ultimo dito, tenuto nascosto da Gojo, del Re delle Maledizioni per colpirlo con la Risonanza e assistere Itadori nella battaglia, riuscendo ad impedire a Sukuna di aprire il suo dominio e dando ad Itadori il vantaggio fondamentale per la vittoria. Il danno causato da Mahito resta, però, permanente e la costringe ad indossare una benda sull'occhio sinistro, fatto esplodere da Mahito.
Satoru Gojo (五条 悟? Gojō Satoru)

Doppiato da: Yūichi Nakamura, Mariya Ise (da bambino) (ed. giapponese), Davide Fumagalli, Emanuela Cardani (da bambino) (ed. italiana)
Uno stregone che lavora come insegnante all'Istituto di Arti Occulte di Tokyo. È il maestro di Itadori, Megumi e Nobara. Convince i suoi superiori a tenere in vita Yuji finché non avrà consumato tutte le dita di Sukuna. È un individuo complesso, poiché di solito è disinvolto e giocoso nei confronti di persone come i suoi studenti e colleghi, ma sgarbato con i suoi superiori. Ha scelto di insegnare ai giovani stregoni per crescere una nuova generazione che possa cambiare dall'interno la classe dirigente della stregoneria, da lui ritenuta troppo chiusa e conservatrice. È molto fiducioso nelle sue capacità e reputazione di potente stregone. Anche se si è conferito da solo il soprannome "Il più forte", la maggior parte degli alleati e dei nemici concorda nel considerarlo lo stregone più potente del mondo. Di conseguenza, è ampiamente rispettato e venerato dagli stregoni, anche da quelli della scuola gemella a Kyoto, e ha un'elevata influenza nel mondo della stregoneria. Satoru è, infatti, sia l'erede di una delle tre grandi famiglie di stregoni giapponesi sia l'erede di ben due tecniche innate, avvenimento che non accadeva da secoli. Usa il suo potere "Infinito" per controllare lo spazio intorno a lui in innumerevoli modi. Possiede inoltre il potere "Sei occhi", che gli conferiscono una semi chiaroveggenza. È in grado di rilevare la presenza di altre persone, percepire i pericoli e conoscere le capacità dei suoi avversari. Il suo enorme ammontare di energia malefica gli permette di rendere il suo corpo tanto forte da fare a pezzi le maledizioni di livello speciale senza alcuna fatica. Diversamente da molti stregoni di alto rango, inoltre, Satoru può usare l'espansione del suo dominio più volte senza riposo, il tutto senza alcuna apparente fatica, questo perché, grazie ai Sei Occhi, Satoru può ridurre l'ammontare di energia malefica che consuma quasi allo zero, il che gli rende praticamente impossibile esaurire le energie. Kenjaku stesso ammette che l'unico modo per fermare Satoru sia sigillarlo perché ucciderlo è praticamente impossibile, infatti Satoru potrebbe sterminare l'umanità se solo lo volesse. Durante gli eventi di Shibuya, viene sigillato da Kenjaku all'interno di un feticcio speciale. Verso la fine del Girone Mietitore, i suoi studenti lo liberano con successo dal regno prigione e sfida immediatamente Kenjaku e Sukuna a duello alla vigilia di Natale. Prima della battaglia, Gojo stermina le alte sfere della stregoneria, in modo che la corruzione ai piani alti venga estirpata alla radice e assicurarsi che, se dovesse morire contro Sukuna, i suoi studenti non vengano più osteggiati. Dopo un combattimento che distrugge molti edifici di Shinjuku e dopo essere andato vicino alla vittoria, Gojo finisce per essere sconfitto da Sukuna che, trovato il modo di superare il suo Infinito grazie a Mahoraga della Tecnica delle Dieci Ombre, riesce a tagliarlo in due. Sukuna offre il suo plauso a Gojo, l'unico in mille anni a fargli temere per la propria vita in battaglia. Gojo nell'aldilà si ritrova infine a parlare con Geto e gli altri suoi defunti amici.

## Istituto di Arti Occulte di Tokyo
L'Istituto di Arti Occulte di Tokyo (東京都立呪術高等専門学校?, Tōkyō Toritsu Jujutsu Kōtō Senmon Gakkō) è un istituto di istruzione degli stregoni e uno dei soli due del Giappone insieme a quello di Kyoto. Funziona sotto la facciata di essere una scuola religiosa privata. Qui, i futuri stregoni vengono addestrati per apprendere il concetto di "energia malefica" e come applicarla correttamente, imparando anche a conoscere, gestire e combattere le maledizioni.
Molti stregoni usano la struttura come base di residenza, anche dopo la laurea, in quanto fornisce mediazione per le missioni e supporto generale per la comunità degli stregoni.

### Studenti
Maki Zen'in (禪院 真希?, Zen'in Maki)
Doppiata da: Mikako Komatsu (ed. giapponese), Elisa Giorgio (ed. italiana)
Studentessa del secondo anno, appartenente alla famiglia principale della casa Zenin, una delle "tre famiglie di spicco" degli stregoni. A causa del Giogo Divino, non può usare l’energia malefica, ne vedere le maledizioni (dovendo per questo ricorrere a degli occhiali con lenti speciali e degli auricolari per sentirle), ma possiede delle qualità fisiche sovrumane che normalmente potrebbero renderla una stregone di secondo livello. Questa sua condizione, unita al comportamento opprimente della sua famiglia, l’ha resa molto testarda, volendo provare a tutti i costi di valere qualcosa nonostante i pesanti svantaggi. Maki è specializzata nell'uso di armi cariche di energia malefica, essendo la migliore nel secondo anno. Possiede molte armi ed è in grado di usare naginata, katana, lama corta e kunai. Durante gli eventi di Shibuya, Jogo brucia tutto il suo corpo e sopravvive solo grazie alla sua resistenza. Dopo gli eventi di Shibuya, Maki torna al suo clan al fine di ottenere l'accesso al loro arsenale contenente armi utili nella lotta contro Kenjaku, ma viene brutalmente attaccata e quasi uccisa dal padre, che getta lei e Mai in una cella dove sarebbero state divorate da centinaia di maledizioni rinchiuse al suo interno. Durante questa esperienza diventa ancora più potente, grazie al sacrificio di Mai. Le due, essendo gemelle, condividono l'energia malefica dalla nascita e quando Mai muore, il Giogo Divino di Maki priva completamente Maki di ogni traccia di energia malefica, rendendo il suo corpo sovrumano estremamente più potente, al livello di Toji, il padre di Megumi. Maki, furibonda per la morte della gemella, adempie al suo ultimo desiderio di "distruggere tutto" e con le sue nuove capacità riesce a massacrare l'intero clan Zenin come niente fosse. Dopo aver affidato il corpo della sorella a Momo, Maki dà la caccia ai membri del clan assenti quel giorno, uccidendoli tutti. Nel gioco di sterminio, Maki combatte accanto a Noritoshi, annientando con facilità tutte le maledizioni che incontra, finché non ritrova davanti a sé Naoya, tornato come maledizione vendicativa e intenzionato ad ucciderla. Durante questa battaglia raggiunge il suo pieno potenziale, diventando proprio come suo zio Toji e riuscendo ad annientare Naoya. Maki prende parte poi al combattimento collettivo contro Sukuna, sfruttando un suo momento di distrazione dopo il collasso del dominio di Okkotsu per colpirlo alle spalle trapassandogli il cuore con la sua spada fendi-anime. Sukuna, malgrado subisca il danno, prosegue il combattimento quasi senza difficoltà. Maki inizia dunque uno scambio di colpi con il Re delle Maledizioni, riuscendo grazie ai suoi sensi potenziati dal Giogo Divino a percepire i tagli, solitamente pressoché invisibili, di Sukuna e ad affrontarlo nel corpo a corpo, ma viene in poco tempo sopraffatta dall'avversario, che la colpisce con un Lampo Nero. Maki tornerà poi nuovamente in campo, ma viene nuovamente sopraffatta. Alla fine i suoi sforzi permettono a Yuji di liberare Megumi dalla presa di Sukuna.
Toge Inumaki (狗巻 棘?, Inumaki Toge)
Doppiato da: Kōki Uchiyama (ed. giapponese), Stefano Pozzi (ed. italiana)
Studente del secondo anno, usa una magia legata alle parole. A causa del lignaggio del clan Inumaki, è nato con diversi segni intorno alla sua bocca. La sua tecnica gli permette di infondere le parole che pronuncia con energia malefica, il soggetto che le ascolta sarà così costretto ad agire seguendo il comando pronunciato ( ad esempio "dormi", "esplodi", "non muoverti" ). Tuttavia l'efficacia della tecnica dipende dal livello dello stregone che ne fa uso ed anche del livello del bersaglio che la subisce. Inoltre ad una maggiore complessità e gravità del comando desiderato, non solo aumenta la quantità di energia malefica richiesta ma anche il prezzo che lo stesso stregone può subire, portando a mal di gola, tossire sangue o perdere la voce. A causa di questa sua capacità, ha un carattere molto schivo e silenzioso, ed è solito a comunicare solo con ingredienti usati per preparare le polpette di riso. Durante l'arco di Shibuya utilizza la sua tecnica su un elevato numero di civili confusi per forzare un'evacuazione più rapida e coordinata ma viene accidentalmente catturato nell'espansione del dominio di Sukuna e perde un braccio. Non partecipa più ad alcun combattimento, tuttavia collabora nella lotta contro Sukuna quando Okkotsu usa un registratore con la voce di Inumaki nel loro scontro tra domini per immobilizzare Sukuna per una frazione di secondo, quanto basta a colpirlo col Bagliore Viola.
Panda (パンダ?, Panda)
Doppiato da: Tomokazu Seki (ed. giapponese), Matteo Brusamonti (ed. italiana)
Studente del secondo anno, è una bambola vivente a forma di panda creata dal preside Yaga, e viene ritenuta la sua migliore creazione. È senziente e ha tre nuclei all'interno del corpo: il fratello minore "Panda", il fratello maggiore "Gorilla" e una sorella dalla forma di triceratopo. Ognuno di questi nuclei può essere usato a proprio piacimento per sbloccare varie abilità. Panda è generalmente un individuo molto ottimista e calmo, con uno strano senso dell'umorismo. Vede gli umani come strane creature e non si sforza di essere come loro, pur rispettandoli come specie. Dopo essersi addolorato per la morte del suo creatore, Panda si unisce al gioco di sterminio con Itadori e Fushiguro nel tentativo di fermare la competizione. Durante il gioco, ingaggia uno scontro contro Kashimo, che riesce a distruggere due dei suoi nuclei, solo l'interferenza di Hakari gli permette di salvarsi anche se in una forma di dimensioni ridotte, rendendogli impossibile partecipare ad ulteriori scontri. Nell'epilogo si apprende che nell'anno 2035, Panda ha cessato di funzionare ed è stato registrato nel deposito della famiglia Gojo. La sua proprietà passò a Yuta, il rappresentante capo del clan Gojo e nel 2080, Panda viene scoperto nel deposito dai nipoti di Yuta, risvegliandosi.
Yuta Okkotsu (乙骨 憂太?, Okkotsu Yūta)
Doppiato da: Megumi Ogata (ed. giapponese), Alessio Talamo (ed. italiana)
Il protagonista del volume 0, il quale fa da prequel per la serie manga. Inizialmente era vittima di una maledizione di livello speciale, perseguitato dallo spirito della sua amica di infanzia, Rika Orimoto. Gojo si fece carico del caso di Yuta e lo iscrisse all'istituto di arti occulte di Tokyo, dove strinse amicizia con Maki, Toge e Panda. Dopo l'allenamento con Gojo e gli altri studenti, Yuta impara a controllare la sua energia malefica e diventa un abile spadaccino, tanto da riuscire a battere Geto. Anche dopo che la maledizione di Rika è stata dissipata, Yuta recupera lo status di livello speciale dopo un paio di mesi, e Gojo ha dichiarato che Yuta ha il potenziale per superarlo. Il grande potere di Yuta deriva dall'essere discendente di uno dei tre grandi clan di stregoni ed è la ragione per cui ha maledetto Rika quando ha rifiutato la sua morte in giovane età. Il legame di Yuta con Rika gli garantisce anche la capacità di copiare incondizionatamente le tecniche maledette. Yuta è in grado di utilizzare anche una tecnica ereditaria tramandata in un clan di stregoni ed è in grado di utilizzare più tecniche che ha copiato in rapida successione. Tuttavia dopo l'esorcismo di Rika è in grado di accedere alle tecniche che ha copiato solo per cinque minuti, attraverso l'anello donatogli dall'amica quando era ancora in vita. Yuta è ancora uno studente del secondo anno e dopo un periodo di studio all'estero, viene richiamato in Giappone dai piani alti della stregoneria per giustiziare Yuji in seguito ai fatti di Shibuya. In realtà, d'accordo con Gojo, finge di farlo, per poi pianificare insieme ai suoi compagni di scuola una tattica per vincere il gioco ad eliminazione creato da Kenjaku. Yuta è il secondo stregone più forte del mondo dopo il suo maestro Gojo e si è posto l'obiettivo di uccidere Kenjaku per risparmiare a Satoru di dover uccidere il corpo del suo migliore amico di nuovo. Dopo aver assistito allo scontro tra Sukuna e Gojo e alla conseguente morte del suo maestro, Yuta sfrutta lo scontro tra Takaba e Kenjaku per attaccare quest'ultimo alle spalle e tagliargli così la testa. Ucciso Kenjaku, Yuta raggiunge Yuji sul campo di battaglia e inizia a combattere contro Sukuna, espandendo il suo dominio. Unendosi, Yuta e Yuji tentano di liberare Megumi, ma il rifiuto del loro alleato fa sì che Sukuna gli causi gravi ferite. Tuttavia, Yuta usa la tecnica di Kenjaku, per scambiare corpo con il defunto Gojo. Yuta si unisce di nuovo alla lotta contro Sukuna mentre cerca di controllare i poteri del suo mentore. Nonostante non riesca a sconfiggere Sukuna in quanto la sua tecnica raggiunge il limite, Yuta riesce a impedire a Sukuna di usare il suo Dominio contro Yuji, che poi libera Megumi da Sukuna. In seguito, Rika riporta Yuta nel suo corpo originale e si riunisce ai suoi compagni. Nel 2080, Yuta è l'attuale capo capo del clan Gojo e ha avuto nipoti.
Kinji Hakari (秤金次?, Hakari Kinji)
È uno studente del terzo anno che è stato sospeso per essersi scontrato contro l'autorità del mondo della stregoneria. Mentre è lontano dalla scuola, Kinji gestisce un fight club tra stregoni per soldi. È stato definito da Gojo come potenzialmente in grado di superarlo insieme a Yuji e Yuta, e Yuta afferma anche che Hakari è in grado di essere più forte di lui quando è serio. Seguendo il consiglio di Yuta, Megumi e Yuji lo cercano per ottenere il suo aiuto contro Kenjaku, e presto lo trovano nel suo fight club illegale. Dopo aver sentito che Gojo è stato sigillato e Yaga è stato giustiziato, Kinji accetta di aiutarli. La sua tecnica innata gli consente di creare e manipolare spontaneamente parti di macchine del pachinko, come porte scorrevoli. Espandendo questa tecnica in un dominio, Hakari pone se stesso e gli altri all'interno di una macchina del pachinko, il cui aspetto riflette quanto Hakari sia vicino a un jackpot. Se Hakari riesce ad eseguire un jackpot nel suo dominio, ottiene una quantità illimitata di energia malefica per un periodo limitato, tale quantità attiva istantaneamente la guarigione nel corpo di Hakari che, pur non potendo usare la tecnica malefica inversa, rigenera ogni danno che incassa ed è, quindi, virtualmente immortale in questo lasso di tempo. Inoltre, la sua energia malefica è intrinsecamente dannosa al tatto, rendendolo un combattente particolarmente pericoloso nel corpo a corpo. Oltre a questo, nel momento in cui Hakari sta per esaurire il jackpot, può sfruttare l'infinita quantità di energia malefica per usare nuovamente l'espansione del dominio e ottenere nuovamente il jackpot. Hakari partecipa al gioco di sterminio, riuscendo a battere il potentissimo stregone Kashimo, pur rimettendoci un braccio (che verrà poi guarito) e a convincerlo ad aiutarli offrendogli in cambio la possibilità di combattere Sukuna. Dopo la sconfitta di Gojo contro il Re delle Maledizioni, Kashimo e Hakari entrano sul campo di battaglia e Hakari affronta Uraume per lasciare Kashimo da solo contro Sukuna. Il combattimento con Uraume si rivela molto ostico, Uraume riesce a congelare e a distruggere i suoi arti, ma l'energia malefica infinita garantita dal jackpot permette ad Hakari di rigenerarli immediatamente. Uraume capisce quindi di dover combattere seriamente Hakari per poterlo battere. Dopo la sconfitta di Sukuna, sia Hakari che Uraume sono ancora vivi, ma Uraume congela il suo corpo e si suicida, avendo perso il suo padrone.
Kirara Hoshi (星綺羅羅?, Kirara Hoshi)
Uno studente del terzo anno sospeso per conflitto con l'autorità. Mentre è lontano dalla scuola, Kirara collabora con Kinji mentre gestiva il suo fight club. La sua tecnica maledetta è il Volo Interstellare (Love Rendezvous), una tecnica complessa basata sulla costellazione della Croce del Sud. Per avvicinarsi a qualcuno contrassegnato da una stella, bisogna seguire un ordine determinato, altrimenti i bersagli della stessa stella si attrarranno a vicenda. L'ordine segue le stelle dalla distanza più vicina a quella più lontana dalla Terra: Imai, Acrux, Mimosa, Ginan e Gacrux. Lui e Hakari acconsentono alla richiesta di aiuto di Fushiguro e Itadori, dopo aver sentito tutto ciò che è accaduto a Shibuya e dopo. Kirara è in seguito rimane fuori dalle barriere del Girone Mietitore e funge da fornitore di informazioni per il gruppo. Durante la battaglia contro Sukuna, Kirara usa la sua tecnica in combinazione con Ui Ui per raccogliere e trasportare morti e feriti lontano dal campo di battaglia.

### Staff
Masamichi Yaga (夜蛾 正道?, Yaga Masamichi)
Doppiato da: Takaya Kuroda (ed. giapponese), Luca Semeraro (ed. italiana)
È l'attuale preside dell'istituto, il creatore di Panda e il maestro di Satoru, Suguru e Shoko. Accetta Itadori nell'istituto solo dopo essere stato convinto che questi sappia esattamente in che cosa stia entrando e sostiene Gojo nell'opporsi ai superiori che vogliono Itadori morto. La maggior parte delle sue apparizioni lo coinvolgono nel dover affrontare le scappatelle di Gojo (e talvolta quelle di Itadori). La sua tecnica magica gli consente di animare delle bambole e di controllarle. La sua tecnica ha un potenziale immenso, poiché avrebbe potuto creare un esercito di bambole maledette e controllarlo per i suoi progetti se avesse voluto, questo fatto è stato tenuto segreto ai superiori sia da lui che da Gakuganji. Successivamente è stato condannato a morte per incitamento alla violenza tra Gojo e Geto ed è stato riconosciuto colpevole di aver causato l'incidente di Shibuya. Viene giustiziato da Gakuganji per non aver rivelato i segreti dei pupazzi che aveva creato. La sua morte spinge lo stesso Gakuganji a comprendere quanto siano corrotti i capi del mondo della stregoneria e a schierarsi con Gojo nel volerli destituire.
Shoko Ieiri (家入 硝子?, Ieiri Shoko)
Doppiata da: Aya Endō (ed. giapponese), Angela Ricciardi (ed. italiana)
Dottoressa dell'istituto ed ex compagna di classe di Gojo e Geto. Shoko è una persona piuttosto seria e cupa, ha dimostrato di non volere altro che portare a termine il suo lavoro e tende ad evitare il confronto diretto nella maggior parte delle situazioni. Ha dimostrato di essere una risorsa piuttosto preziosa per gli stregoni, essendo una delle poche persone in grado di curare gli altri con la tecnica maledetta di guarigione inversa. Dopo che Ijichi e Ino sono rimasti gravemente feriti a Shibuya, salva loro la vita, così come quella di Megumi dopo il suo scontro con Shigemo. Durante la battaglia di Shinjuku, cura molti dei combattenti feriti da Sukuna, con l'aiuto di Utahime, Arata e Amai. Aiuta anche Yuta a trapiantare il suo cervello nel cadavere di Gojo con la tecnica di Kenjaku, dopodiché con l'aiuto di Rika riesce a rimettere insieme il corpo di Okkotsu per permettergli di tornare al suo interno.
Kiyotaka Ijichi (伊地知 潔高?, Ijichi Kiyotaka)
Doppiato da: Mitsuo Iwata (ed. giapponese), Francesco Mei (ed. italiana)
È il vicedirettore dell'istituto. Nonostante si sia autoproclamato "combattente", non ama combattere e preferisce ricoprire un ruolo di supporto durante le battaglie, limitandosi a sostenere gli stregoni tramite la creazione di veli mistici e shikigami. È eccellente nel lavoro di ufficio. Nanami ha rivelato che un tempo si stava allenando per diventare uno stregone, ma su suggerimento di Gojo, ha scelto di diventare un dirigente. Viene ferito da Shigemo durante gli eventi a Shibuya, ma viene salvato da Shoko.
Kento Nanami (七海 建人?, Nanami Kento)
Doppiato da: Kenjirō Tsuda (ed. giapponese), Ruggero Andreozzi (ed. italiana), Mattia Bressan (ed. italiana Jujutsu kaisen 0 - Il film)
È uno stregone di primo livello ed ex impiegato. Nanami è un uomo molto intelligente e riservato che sa come separare il sentimentalismo dal lavoro. Come uno dei mentori di Yuji, Nanami è in completo contrasto con Gojo, che è molto più schietto e alla mano. Ha quasi sempre un atteggiamento indifferente, e appare molto distaccato e stoico in ogni situazione. Sotto il suo aspetto duro, Nanami è un uomo gentile con buoni valori morali. Da studente, era molto legato al suo compagno di classe Haibara e ai suoi compagni più grandi Gojo, Geto e Ieiri, ma abbandonò la carriera di stregone  dopo essere rimasto sconvolto dalla morte di Haibara, prima di essere ispirato a tornarci. La sua tecnica maledetta, Ratio, gli consente di creare punti deboli nei suoi nemici e colpirli. Inoltre, Nanami ha un Voto Vincolante con se stesso, che limita la quantità di energia malefica che può utilizzare durante il periodo in cui è ufficialmente in servizio per l'istituto all'80-90% della sua produzione effettiva. Una volta che va oltre il suo normale turno e iniziano le ore di straordinario, Nanami può esercitare il 110-120% della sua potenza massima. A Shibuya affronta Dagon, che lo ferisce all'interno del suo Dominio, per poi essere quasi ucciso da una fiammata di Jogo, che scarnifica metà del suo corpo. Muore davanti a Yuji per mano di Mahito durante gli eventi di Shibuya.
Takuma Ino (猪野 琢真?, Ino Takuma)
Doppiato da: Yu Hayashi (ed. giapponese), Giuseppe Palasciano (ed. italiana)
È un giovane stregone di secondo livello affiliato con l'istituto di Tokyo che è spesso visto lavorare con Nanami, il quale afferma che ha le potenzialità per diventare uno stregone di semi primo livello. La sua tecnica maledetta gli consente, coprendosi la faccia, di diventare un mezzo spirituale in grado di incanalare le abilità di quattro potenti shikigami. È molto desideroso di combattere per dimostrare le sue abilità, ma è stato reso inabile da Toji durante l'incidente di Shibuya. Durante la battaglia di Shinjuku, Ino partecipa allo scontro di gruppo contro Sukuna, usando lo strumento maledetto di Nanami, che era intriso della sua tecnica.
Akari Nitta (新田明?, Nitta Akari)
Doppiata da: Sora Tokui (ed. giapponese), Giorgia Carnevale (ed. italiana)
Una dei dirigenti che lavorano per l'istituto. Si dimostra una persona gentile e premurosa che vuole aiutare gli studenti in tutti i modi possibili, pur risultando infantile e irascibile rispetto al fratello minore Arata, che mostra un immenso coraggio e compostezza nelle situazioni di forte stress. È stata incaricata di accompagnare gli studenti del primo anno nella loro missione per sconfiggere la maledizione del Ponte Yasohachi, e durante l'incidente di Shibuya, Nobara e Nanami la salvano da Shigemo.
Atsuya Kusakabe (日下部篤也?, Kusakabe Atsuya)
Doppiato da: Shin'ichirō Miki (ed. giapponese), Matteo De Mojana (ed. italiana)
È uno stregone di primo livello, l'unico ad aver raggiunto ufficialmente questo grado senza possedere una tecnica innata, che lavora come un istruttore del secondo anno all'istituto di Tokyo. È un talentoso praticante del Nuovo Stile Ombra, che combina l'arte della spada con l'energia malefica. Nonostante questo, è un individuo pauroso e concentrato sulla propria sopravvivenza come priorità assoluta. È anche disposto a essere ingannevole per salvare la propria pelle, come mostrato durante l'incidente di Shibuya. In passato si era affidato al preside Yaga dopo la morte di suo nipote, per creare una bambola vivente con le informazioni dell'anima del bambino, ritenendo che sua sorella non sarebbe riuscita a vivere senza il supporto di suo figlio. Sarà per sdebitarsi con Yaga che va contro gli ordini delle autorità del mondo della stregoneria, e libera Panda, tenuto prigioniero dopo gli eventi di Shibuya. Kusakabe è considerato il più forte stregone di primo livello dai suoi compagni, se non vengono considerati gli stregoni delle tre grandi famiglie, proprio grazie alla sua grande abilità e al suo dominio semplice molto particolare ed efficace. Kusakabe affronta Sukuna insieme agli altri per poi restare da solo contro di lui. Malgrado Kusakabe riesca a dimostrare la sua grande abilità, Sukuna lo sconfigge facilmente, ma prima che possa morire viene salvato da Miguel e Larue. Al termine della battaglia viene rivelato che questi sia diventato il nuovo capo dello Stile della Nuova Ombra, la scuola che insegna il Dominio Semplice.

## Istituto di Arti Occulte di Kyoto
L'Istituto di Arti Occulte di Kyoto (京都市術高等専門学校?, Kyōto Toritsu Jujutsu Kōtō Senmon Gakkō) è un istituto di istruzione degli stregoni e uno dei soli due del Giappone insieme a quello di Tokyo. Ogni anno entrambi gli istituti organizzano una competizione tra due squadre composte dai loro studenti del primo, secondo e terzo anno. Il concorso si svolge nel campus del vincitore dell'anno precedente.

### Studenti
Mai Zen'in (禪院 真依?, Zen'in Mai)
Doppiata da: Marina Inoue (ed. giapponese), Martina Tamburello (ed. italiana)
Studentessa del secondo anno, è la sorella gemella di Maki. Da bambina, Mai ha sempre fatto affidamento su Maki poiché aveva paura degli spiriti maledetti. Quando Maki lasciò il clan, Mai iniziò a provare risentimento verso di lei per averla abbandonata. Un'esperta tiratrice, usa un revolver infuso con energia malefica per eliminare maledizioni o altri stregoni. La sua tecnica le permette di creare tutto ciò che vuole. Tale tecnica richiede una grande quantità di energia necessaria per costruire la materia, pertanto il suo limite non le permette di andare oltre il fare qualcosa di piccolo e semplice come un proiettile. In seguito si sacrifica dando la sua energia malefica a Maki per salvarla, creando per lei una spada da usare come nuova arma. In punto di morte, Mai rivela che ciò che ha sempre impedito a Maki di diventare più forte è la sua stessa esistenza, in quanto come gemelle il loro potere malefico è condiviso. Morendo, il potere malefico che rimaneva in Maki si dissolve insieme a Mai e, a causa del Giogo Divino che la priva di energia malefica a vantaggio di doti fisiche superumane, il corpo di Maki si rafforza e raggiunge un livello molto simile a quello di Toji Fushiguro. L'ultima richiesta di Mai alla sorella è di distruggere tutto il loro clan, per aiutarla in questo scopo usa le sue energie rimanenti per creare una replica esatta della spada che apparteneva a Toji, in grado di colpire attraverso qualsiasi oggetto, persino l'anima.
Aoi Todo (東堂 葵?, Tōdō Aoi)
Doppiato da: Subaru Kimura (ed. giapponese), Davide Fazio (ed. italiana), Alessandro Pili (ed. italiana Jujutsu kaisen 0 - Il film)
Studente del terzo anno e studente più forte dell'istituto di Kyoto. È un ragazzo alto e muscoloso, dal carattere esuberante e sempre alla ricerca di avversari alla sua altezza. È solito chiedere ai suoi interlocutori il loro tipo di donna ideale, e se la risposta non lo soddisfa, non esita ad attaccarli. È incredibilmente forte nel combattimento corpo a corpo, essendo stato in grado di sconfiggere cinque spiriti maledetti di primo livello e uno di livello speciale durante un attacco a Kyoto. Malgrado abbia l'aria di un uomo tutto muscoli e niente cervello, Todo è estremamente intelligente, al punto da riuscire ad elaborare strategie e intere conversazioni nella sua fantasia in un centesimo di secondo. La sua tecnica maledetta, "Boogie Woogie", gli consente di scambiare le posizioni di due cose tramite il battito delle mani. Crede che Yuji sia suo fratello e che abbiano frequentato la stessa scuola media. Ha anche insegnato a Yuji come controllare la sua energia malefica. Aiuta Yuji a combattere Mahito durante l'incidente di Shibuya, anche se perde un braccio, cosa che gli impedisce di usare di nuovo la sua tecnica da solo. Todo si farà poi impiantare al posto della mano un oggetto chiamato Vibraslap, uno strumento a percussione costituito da una sfera metallica collegata ad una scatola di legno con del metallo al suo interno. Sbattendo la sfera contro la scatola questa provoca un suono prolungato molto particolare che Todo utilizza al posto del battito di mani. Con questo metodo, Todo è in grado di scambiare la posizione di oggetti maledetti e persone per 50 volte al secondo. Todo userà questa tecnica prima per scambiare di posizione Kenjaku e Yuta quando quest'ultimo attacca lo stregone millenario alle spalle, dandogli modo di decapitarlo, e poi per salvare dalla tecnica di fuoco di Sukuna gli stregoni che lo stavano affrontando, ad eccezione di Choso e Yuji, i quali erano troppo vicino all'epicentro del dominio perché la sua tecnica potesse raggiungerli. Rinvigorito dall'avere il suo amico vicino, Yuji riprende il combattimento col supporto di Todo. Grazie a strategie combinate e improvvisate, Todo riesce ad ingannare Sukuna e permette a Yuji di assestare diversi pugni e Lampi Neri critici al Re delle Maledizioni.
Kasumi Miwa (東堂 葵?, Miwa Kasumi)
Doppiata da: Chinatsu Akasaki(ed. giapponese), Giulia Bersani (ed. italiana)
Una studentessa del secondo anno e la segretaria di Gakuganji. È anche una fan di Gojo. Proveniente da una famiglia povera, desidera diventare uno stregone per fornire un aiuto finanziario ai suoi fratelli. La sua tecnica maledetta è il Nuovo Stile Ombra, una serie di abilità progettate per combinare l'arte della spada con l'energia malefica. Durante l'incidente di Shibuya, apprende delle azioni di Mechamaru e della successiva morte per mano di Mahito, e lo piange dopo aver realizzato che anche lei provava dei sentimenti per lui. Per cercare di vendicarlo usa un Vincolo che le impone di non poter mai più impugnare una katana per il resto della vita in cambio di un potenziamento delle sue abilità per poter colpire Kenjaku con la sua tecnica di spada, ma il suo attacco viene parato senza fatica dallo stregone. Non potendo combattere resta a guardare i combattimenti finali contro Sukuna, ma entra nel campo di battaglia giusto in tempo per proteggere Maki dall'Espansione del Dominio incompleta di Sukuna usando il suo Dominio Semplice, inoltre la sua presenza permette a Todo di spostare sia lei che Maki, cui era attaccata, fuori dal raggio d'azione del Kamino di Sukuna.
Kokichi Muta (与 幸吉?, Muta Kōkichi)
Doppiato da: Yoshitsugu Matsuoka (ed. giapponese), Luca Ghignone (ed. italiana)
Studente del secondo anno. Essendo nato con un Giogo Divino, il suo corpo è fragile e debole, ma in cambio di questo ha ricevuto immense quantità di energia malefica. La sua tecnica maledetta, "Puppet Manipulation", gli permette di manipolare dei robot su tutto il territorio nazionale. La sua vita quotidiana e le sue missioni da stregone sono intraprese da un assortimento di robot che usa per il combattimento e la comunicazione, ciascuno di essi denominate Mechamaru (メカ丸?, Mekamaru). Ha una cotta segreta per Miwa. Aiuta il gruppo di Mahito ad attaccare l'istituto di Tokyo durante l'evento di scambio in cambio della sua guarigione da parte di Mahito. Dopo aver ottenuto un nuovo corpo, cerca di uccidere Mahito e Kenjaku, ma viene ucciso. Nonostante questo, riesce lo stesso ad aiutare gli stregoni durante l'incidente di Shibuya tramite una sua invenzione con cui li informa dei piani dei nemici e confessa i suoi sentimenti a Kasumi, chiedendole soltanto di essere felice.
Momo Nishimiya (西宮 桃?, Nishimiya Momo)
Doppiata da: Rie Kugimiya (ed. giapponese), Giulia Maniglio (ed. italiana), Federica Valenti (ed. italiana Jujutsu kaisen 0 - Il film)
Studentessa del terzo anno dell'istituto di Kyoto. La sua tecnica maledetta le permette di manipolare telecineticamente una scopa. Ha un'abilità utile e possiede un potente controllo del vento, ma è completamente indifesa senza il suo manico di scopa. Il suo ruolo è di supporto piuttosto che offensivo poiché usa il suo potere per esplorare aree e raccogliere informazioni. Come studente del terzo anno, si prende cura dei suoi compagni ed è particolarmente amica di Mai. Sarà a lei che Maki affiderà il corpo senza vita della sorella.
Noritoshi Kamo (加茂 憲紀?, Kamo Noritoshi)
Doppiato da: Satoshi Hino (ed. giapponese), Andrea La Greca (ed. italiana)
Studente del terzo anno con una personalità senza fronzoli appartenente al clan Kamo, una delle tre famiglie di spicco degli stregoni. Pur essendo un figlio illegittimo, è l'attuale erede della famiglia, poiché la moglie legittima dell'attuale capo non poteva dare alla luce un figlio che possedesse la tecnica maledetta della famiglia. Per proteggere sua madre, Noritoshi ha accettato di diventare l'erede. A seguito dell'incidente di Shibuya, Kenjaku ottiene il comando del Clan Kamo ed esilia Noritoshi, rimuovendolo dalla sua posizione, e questi in seguito si unisce a Maki per partecipare al gioco di sterminio. Noritoshi, capendo di non poter fare nulla contro Sukuna, decide di andarsene dal paese per portare al sicuro la sua famiglia poco prima della data prestabilita per lo scontro tra il re delle maledizioni e Gojo. Itadori lo ringrazierà per avergli insegnato molte cose. La sua tecnica maledetta, la manipolazione del sangue, gli consente di manipolare il sangue e le sue proprietà, dalla forma alla conta dei globuli. La sua arma principale è un arco, le cui frecce sono immerse nel suo stesso sangue per controllare la loro direzione.
Arata Nitta (新田新?, Nitta Arata)
Doppiato da: Ryota Asari (ed. giapponese), Fabio Simoni (ed. italiana)
L'unico studente del primo anno dell'istituto di Kyoto. È il fratello minore di Akari Nitta. La sua tecnica gli consente di evitare che le lesioni peggiorino, e sebbene non possa guarire le ferite, a differenza di Shoko Ieri, può fermare l'emorragia e ridurre il dolore. È uno stregone considerato di grande valore, dal momento che solo lui e Todo sono stati mandati in soccorso a Shibuya da Kokichi.

### Staff
Yoshinobu Gakuganji (楽巌寺 嘉伸?, Gakuganji Yoshinobu)
Doppiato da: Mugihito (ed. giapponese), Oliviero Corbetta (ed. italiana)
Preside dell'istituto e membro della classe dirigente del mondo della stregoneria, un uomo molto anziano e dall'aspetto austero. Non si fida molto delle capacità di Itadori come contenitore di Sukuna, e non esita ad ordinare ai suoi studenti di ucciderlo durante la competizione tra gli istituti. Nonostante tutto questo, non odia Yuji personalmente, ma ritiene che fare eccezioni a pratiche di vecchia data sia sbagliato, specialmente quando si tratta di qualcosa di pericoloso come la resurrezione di Sukuna. Usa una chitarra elettrica in tandem con la sua tecnica maledetta, che gli permette di amplificare la melodia suonata sulla sua chitarra e trasformare le onde sonore prodotte in lame di energia maledetta. Dopo gli eventi che accadono a Shibuya, viene incaricato di giustiziare Yaga, a cui gli anziani hanno attribuito la colpa della tragedia avvenuta. Anche se esegue gli ordini, protegge il segreto della tecnica maledetta del suo collega.
Utahime Iori (庵 歌姫?, Iori Utahime)
Doppiata da: Yōko Hikasa (ed. giapponese), Ilaria Silvestri (ed. italiana)
Una stregone di primo livello e una dei docenti dell'istituto di Kyoto. Mentre di solito è molto educata e riservata, la sola vista di Gojo è sufficiente per farle ribollire il sangue, in quanto viene spesso presa in giro da lui a causa della sua debolezza. Segretamente, lavora insieme a Gojo per scoprire chi è la talpa nella scuola. La sua tecnica le consente di aumentare in maniera temporanea l'energia malefica sua e delle persone a lei vicine, inoltre tramite la danza, il canto, i segni e la musica rituale può espandere gli effetti della sua tecnica fino al 120% del suo potenziale.

## Altri stregoni
Mei Mei (冥冥?, Mei Mei)
Doppiata da: Kotono Mitsuishi (ed. giapponese), Valentina Pollani (ed. italiana)
Una stregone di primo livello, una donna opportunista e intelligente con un grande amore per il denaro, tanto da affermare apertamente di non capire le connessioni non basate sul denaro, e si preoccupa solo di quale parte ha più soldi. La sua tecnica maledetta, "Black Bird Manipulation", le permette di manipolare i corvi e vedere attraverso di loro. La sua tecnica inoltre è in grado di imporre un "Voto Vincolante" ai corvi, che, in cambio della loro vita, ottengono un livello di energia malefica superiore a quella normale degli uccelli, trasformandoli in proiettili in grado di infliggere ingenti danni anche ad una maledizione di livello speciale. Prima di comprendere il reale potenziale della sua tecnica e non potendo quindi contare su questa, ha allenato il suo corpo all'estremo, e in battaglia maneggia una grossa ascia. Prima dello scontro finale con Sukuna, Mei Mei rintraccia, grazie a delle informazioni avute da Tengen, il capo dello Stile della Nuova Ombra, che non permette l'uso e l'insegnamento di tale tecnica a chi non fa dei Vincoli intricati con lui, che includono perdita degli anni di vita a suo beneficio. Mei Mei uccide quindi quest'ultimo sia per permettere ad altri di insegnare il Dominio Semplice senza condizioni sia per proteggere suo fratello.
Ui Ui (憂憂?)
Doppiato da: Yuko Sanpei (ed. giapponese), Anna Faccio (ed. italiana)
Il fratello minore di Mei Mei, che ammira molto. Come membro di un clan di stregoni, possiede grandi abilità come stregone, a dispetto della giovane età. Ui Ui è profondamente fedele a sua sorella, arrivando a mettersi in situazioni pericolose per lei. Viene usato dalla sorella come supporto durante il combattimento, trasportando la sua ascia e contrastando i domini degli avversari attraverso il suo Dominio Semplice. Sembra possedere una tecnica di teletrasporto, in grado di garantire una via di fuga per lui e la sorella. Durante lo scontro con Sukuna, Ui Ui usa la sua tecnica per portare, protetto da Kirara, i corpi dei defunti e dei feriti da Ieiri. Durante il mese di preparazione agli scontri finali, inoltre, usa la sua tecnica di teletrasporto per scambiare temporaneamente le anime degli stregoni tra loro, in modo da permettere a questi ultimi di migliorare le loro abilità facendole usare da una persona più esperta nel loro stesso corpo.
Yuki Tsukumo (九十九 由基?, Tsukumo Yuki)
Doppiata da: Noriko Hidaka(ed. giapponese), Chiara Francese (ed. italiana)
Una stregone di livello speciale, una dei quattro esistenti. Fu lei ad introdurre un giovane Todo nel mondo della stregoneria, notando le sue abilità. Yuki ha l'abitudine di chiedere agli uomini che incontra che tipo di ragazze gli piacciono, un'abitudine che Todo ha adottato da lei. Il suo tipo è un uomo rude e incolto ma laborioso. Ha un atteggiamento rilassato e allegro. In passato era stata scelta come candidata al ruolo di "Ventre del Fluido Astrale", a causa di questo sembra in grado di sentire le "voci" dei precedenti Ventri presenti all'interno di Tengen. Si oppone fermamente alla pratica di usare bambini per resettare la tecnica di Tengen e non intende aiutare in nessun modo quest'ultimo, disprezzando il suo carattere passivo e la facilità con cui giustifica ogni crudeltà. Le sue convinzioni e il suo obiettivo si concentrano sulla ricerca di un modo per spazzare via le maledizioni tutte insieme invece di esorcizzarle quando compaiono, scegliendo di valutare la fattibilità piuttosto che l'etica dietro di esso.  In seguito all'incidente di Shibuya si schiera dalla parte di Yuji e compagni, offrendosi volontaria per proteggere Tengen insieme a Choso. La sua tecnica maledetta "Bom ba ye/Furia delle Stelle" le permette di aggiungere una massa virtuale al suo corpo, in questo modo otterrà una massa effettiva diversa da quella reale. Yuki non subisce direttamente gli effetti di questo cambiamento, quindi l'aumento di massa renderà i suoi colpi più forti senza rallentarla, ma superando una certa soglia la massa del suo corpo subirà gli effetti della massa virtuale, portandola a collassare in un buco nero. L'effetto del cambiamento la rende inoltre immune a tecniche maledette connesse ai concetti, che non riescono ad attivarsi, non riuscendo a descrivere Yuki a livello semantico e pragmatico. Il suo shikigami "Garuda", è l'unico altro oggetto su cui può applicare la sua tecnica e, trasformandolo in un oggetto maledetto, è in grado di esorcizzare una maledizione di livello speciale con un solo colpo. Yuki combatte contro Kenjaku e, per proteggere Choso, rinuncia a curarsi o scappare e si sacrifica per cercare di ucciderlo creando un buco nero, ma Kenjaku riesce a salvarsi all'ultimo momento, rendendo vana la sua morte.
Yu Haibara (灰原雄?, Haibara Yu)
Doppiato da: Gakuto Kajiwara (ed.giapponese), Maicol Carlini (ed.italiana)
Un ex studente del primo anno dell'istituto di Tokyo. Era l'unico compagno di classe e amico di Nanami durante il suo periodo da studente fino a quando non è stato ucciso in azione durante una missione nel 2007. A differenza di Nanami, era una persona frizzante ed energica. Suguru ha detto che la sua cordialità avrebbe potuto persino portarlo in pericolo. La morte di Haibara è stata una delle ragioni che hanno portato Suguru a diventare uno stregone nero. Haibara apparve ancora una volta a Nanami mentre era in punto di morte a Shibuya.
Tengen (天元?, Tengen)
È uno stregone immortale che rimane sempre all'interno delle Tombe del Corridoio Stellare per rinforzare le barriere che proteggono entrambi gli istituti degli stregoni. È responsabile della predicazione della stregoneria, e per questo alcuni gruppi religiosi lo adorano come loro divinità. Tengen non ha problemi con l'invecchiamento, ma deve ripristinare il proprio corpo ogni cinquecento anni fondendosi con uno specifico essere umano per evitare che la sua tecnica lo faccia evolvere oltre l'umanità e in uno stato potenzialmente pericoloso. La sua barriera, che ricopre la maggior parte del Giappone, è il motivo per cui nel paese sono presenti stregoni e maledizioni in numero maggiore rispetto al resto del mondo. La sua filosofia e la lunga vita sembrano averlo portato ad uno stato di passività per cui sceglie di non intervenire nelle vicende del mondo della stregoneria e di accettare gli eventi come semplice scorrere del tempo e volere del fato. Nonostante tutto sembra provare del rimorso per i bambini utilizzati per resettare la sua tecnica, chiedendo a Yuki di riferirgli cosa dicevano le voci dei precedenti Ventri del Fluido Astrale. Originariamente una donna, dopo secoli di vita il concetto di genere gli risulta estraneo. È il miglior utilizzatore di tecniche di barriera, in grado persino di realizzare una barriera in cui lo spazio è definito in modo circolare e si ripete come in un frattale, inoltre riesce a smantellare un dominio in pochi secondi. Tengen è al centro del piano di Kenjaku, poiché questi progetta di fondere Tengen con tutta l'umanità, forzando l'evoluzione dell'umanità. Dopo la sconfitta di Yuki e Choso per mano di Kenjaku, Tengen viene catturato da quest'ultimo e forzatamente reso parte della sua fusione, l'obiettivo finale del Girone Mietitore. Dopo la scomparsa di Kenjaku, l'anima di Tengen viene trasferita a Sukuna. Dopo la morte di Sukuna e Kenjaku e l'effettivo fallimento della fusione, i resti di Tengen vengono scoperti tra i resti di Sukuna dopo la sua espulsione da Megumi. Gakuganji sceglie di conservare i resti per mantenere le barriere di Tengen attorno al Giappone per il momento, finché non si fossero trovate contromisure e alternative.

### Clan Zenin
Il Clan Zenin (禪院家?, Zenin Ke) è una delle Tre Grandi Famiglie di stregoni, insieme al Clan Gojo e al Clan Kamo. È un clan noto per avere ideali problematici, infatti riconosce solo i membri della famiglia con tecniche potenti, altrimenti questi vengono rifiutati e nemmeno considerati esseri umani. Le donne vengono a loro volta ritenute meri oggetti al servizio esclusivo degli uomini e non devono mai osare contraddirli o agire di propria iniziativa. Per questo motivi, Toji e Maki hanno lasciato il clan a causa della loro mancanza di energia malefica. L'intero clan Zenin viene poi massacrato da Maki per vendicare la sorella Mai. A capo del clan nonché unico membro è rimasto Megumi, che ha accettato la posizione solo su richiesta insistita di Maki.
Naobito Zenin (禪院 直毘人?, Zen'in Naobito)
Doppiato da: Jouji Nakata (ed. giapponese), Marco Balbi (ed. italiana)
Stregone di primo livello e ventiseiesimo capo della famiglia Zenin, zio di Maki e Mai. Viene sempre visto bere, anche in situazioni serie come a Shibuya. Tuttavia, quando si tratta di combattere, si dimostra entusiasta, soprattutto di fronte a un potente avversario. È abbastanza sicuro delle sue capacità, tanto da combattere una maledizione di grado speciale, Dagon, anche se intrappolato nella sua espansione del dominio. Fu lui a trattare l'acquisto di Megumi con Toji, dicendogli che l'avrebbe pagato dieci milioni se Megumi avesse ereditato la tecnica delle dieci ombre. La sua tecnica gli consente di tracciare una serie di movimenti che il suo corpo deve eseguire nel corso di 24 fotogrammi di animazione al secondo. Grazie a tale tecnica può muoversi in modo sorprendentemente veloce, dando l'impressione che si stia teletrasportando. Soccombe per le ferite ricevute da Jogo durante l'incidente di Shibuya. Dopo la sua morte si scopre che, nel suo testamento, aveva nominato suo erede come nuovo capoclan suo figlio più giovane Naoya, ma che nel caso Gojo fosse stato morto o incapacitato ad agire il nuovo capo sarebbe stato, invece, Megumi, come lui aveva sempre voluto visto che quest'ultimo aveva ereditato la più potente tecnica del clan Zenin.
Naoya Zenin (禪院直哉?, Zen'in Naoya)
Il figlio più giovane di Naobito, ha ereditato la stessa tecnica del padre e si crede l'erede legittimo del clan. Quando viene rivelato che Megumi è stato nominato il nuovo capo, Naoya decide di ucciderlo. È l'incarnazione degli ideali del clan: è arrogante e apatico, disprezza i deboli e vede le donne solo come oggetti. Atteggiamento che si riflette anche nel trattamento abusivo che ha riservato a sua cugina Maki quando erano più giovani, credendo che il suo atteggiamento fosse inappropriato per una donna. Da piccolo nutriva timore reverenziale nei confronti di Toji e non accetta che Maki, dopo la morte di Mai, venga considerata al livello di quest'ultimo. Ingaggia quindi un feroce combattimento con la cugina, che riesce però a sconfiggerlo con un solo pugno. Viene poi ucciso dalla madre della ragazza con una pugnalata alla schiena, dopo che quest'ultima è stata ferita mortalmente dalla stessa Maki. Non essendo stato ucciso tramite tecniche maledette né strumenti maledetti, Naoya, dopo la morte, rinasce sotto forma di spirito maledetto e prende parte al girone mietitore, prendendo di mira proprio Maki per vendicarsi. In questo stato, la sua tecnica ha dimostrato di essere più potente, ed è anche in grado di volare. Nonostante questo, viene sconfitto ancora una volta da Maki, supportata da Kamo, Daido e Miyo.
Ogi Zenin (禪院扇?, Zen'in Ōgi)
Il padre di Mai e Maki e il fratello minore di Naobito. Credeva che sarebbe potuto diventare il capo del clan se non fosse stato per le sue figlie. Le vede come dei fallimenti per non avere talento nella stregoneria e non ha nemmeno esitato a tentare di ucciderle. È uno stregone di primo grado speciale che con la sua tecnica può consentire alla sua katana di prendere fuoco per eseguire attacchi più letali. Dopo aver visto Maki uscire dalla prigione, per un attimo ricorda il terrore che gli incusse Toji, per poi prepararsi ad ucciderla, ma ancor prima di finire di parlare la sua testa viene tagliata a metà dalla furiosa Maki, decisa a sterminare il clan.
Jinichi Zen'in (禪院甚壱?, Zen'in Jin'ichi)
Un uomo grosso e brutale e membro dell'unità d'élite del clan, la squadra "Fulgore", guidati da Naoya. È uno stregone di primo livello speciale con grandi capacità nella stregoneria, in contrasto con suo fratello minore Toji, che ha zero energia malefica. La sua tecnica gli permette di manifestare una raffica di pugni giganti per accompagnare i suoi pugni. Considera Megumi come un erede oggettivamente superiore a Naoya, ma acconsente comunque ad ucciderlo perché non vuole lasciare la ricchezza e le risorse della famiglia nelle sue mani. In seguito è stato ucciso e decapitato da Maki.

## Maledizioni
Le Maledizioni (呪い?, Noroi) o spiriti maledetti (呪霊?, Juroi) sono la manifestazione e l'aggregazione dell'energia malefica, ovvero "l'energia negativa che fuoriesce dalle persone". Danneggiano gli umani, sia civili che stregoni. Di conseguenza, sono gli obiettivi primari degli stregoni. Tendono a formarsi in aree dove molte persone accumulano cattivi ricordi e sentimenti, e più persone hanno sentimenti negativi, più energia malefica viene creata e più forte sarà la maledizione risultante. Sono immuni alle armi convenzionali e possono solo essere danneggiate o "esorcizzate" dall'energia malefica. Laddove una maledizione è troppo potente per essere esorcizzata, verrà sigillata e riposta. Le maledizioni non possono essere viste dai civili se non in "condizioni speciali" come circostanze di vita o di morte, ma gli stregoni possono vederle indipendentemente.
Le maledizioni di livello speciale sono più simili agli esseri umani; possono diventare bipedi, senzienti e sviluppare l'intelletto di un essere umano. Possono essere uccisi con armi normali rilasciando l'energia malefica nell'ambiente. Tuttavia le maledizioni più forti non possono essere uccise senza energia malefica. Anche gli stregoni devono essere uccisi con l'energia malefica, o possono diventare degli spiriti maledetti dopo la morte.
Rika Orimoto (折本 里香?, Orimoto Rika)
Doppiata da: Kana Hanazawa (ed. giapponese), Francesca Tretto (ed. italiana)
Conosciuta come la Regina delle maledizioni, Rika era una volta una ragazza normale che perse la vita in un incidente stradale a cui Yuta ha assistito. I due erano amici d'infanzia e si erano promessi l'un l'altro che si sarebbero sposati quando sarebbero diventati più grandi. Dopo la sua morte, è stata accidentalmente maledetta da Yuta ed è diventata uno spirito vendicativo di livello speciale che lo perseguita come un'entità guardiana. Possiede immense quantità di energia malefica, abbastanza da attirare l'attenzione di Geto, che desiderava catturarla per aggiungerla alla sua collezione di potenti spiriti maledetti. Il suo potere è tale da essere definita la "Regina delle Maledizioni". Viene liberata da Yuta al termine della battaglia con Geto, durante la quale riesce a sopraffare migliaia di maledizioni concentrate in una volta sola col suo potere. Dopo il suo trapasso, Rika ha lasciato a Yuta una copia della sua forma maledetta che può usare a proprio piacimento, ma può attingere al suo potere direttamente insieme al proprio solo per un periodo di cinque minuti, durante i quali la sua energia malefica viene trasferita a Yuta, che può così ampliare le sue già immense riserve di potere.
Mahito (真人?, Mahito)
Doppiato da: Nobunaga Shimazaki (ed. giapponese), Marcello Gobbi (ed. italiana)
Il capo di un gruppo di potenti maledizioni di livello speciale il cui obiettivo è sterminare la razza umana, e una maledizione nata dall'odio tra gli esseri umani. Mahito è sadico, immaturo e ama giocare con le emozioni umane, anche quando la sua vita è in pericolo. Crede che la vita non abbia alcun valore o significato, e quindi tutti dovrebbero fare ciò che vogliono. Questa mentalità sembra derivare dalla sua capacità di percepire e manipolare le anime, il che gli fa vedere l'anima, e per estensione il cuore, come nient'altro che un oggetto. La sua tecnica maledetta è chiamata "Mutazione Oziosa", e gli consente di manipolare l'anima di se stesso e degli altri, cambiando la forma del corpo. Ciò gli consente di trasfigurare il corpo delle sue vittime tramutandole in mostri al suo servizio, curare le proprie ferite, trasformare le sue appendici in armi e gli concede una varietà illimitata di altre possibili trasformazioni. Durante l'incidente di Shibuya, Mahito uccide Nanami e Nobara, ma viene poi sconfitto da Yuji con l'aiuto di Todo. Prima che possa essere ucciso viene assorbito da Kenjaku tramite la tecnica di Geto, per poi essere annientato definitivamente quando Kenjaku usa l'Uzumaki (Vortice) per potersi appropriare della sua tecnica maledetta.
Jogo (漏瑚?, Jogo)
Doppiato da: Shigeru Chiba (ed. giapponese), Massimiliano Lotti (ed. italiana)
Una maledizione di livello speciale nata dalla paura dell'umanità per la terra. Jogo ha un immenso orgoglio come spirito maledetto e un odio appassionato per gli umani. È convinto che gli spiriti maledetti siano la vera forma di umanità in quanto rappresentano pure verità di vita come l'odio, mentre gli esseri umani fingono così tante emozioni positive che sono esseri falsi che dovrebbero essere sterminati. Il suo orgoglio lo porta a essere insensibile nei confronti degli umani e ad ucciderli casualmente, ma lo porta anche a un'eccessiva sicurezza. Nonostante gli avvertimenti che il suo intero gruppo non possa uccidere Gojo, Jogo ha tentato di sconfiggerlo in un combattimento singolo ed è stato completamente sopraffatto. Usando il suo potere malefico, è in grado di creare mini vulcani, in grado di distruggere tutto sul loro cammino. Kenjaku afferma che il suo potere è, con una stima al ribasso, pari a 8-9 dita di Sukuna. Viene ucciso da Sukuna durante l'incidente di Shibuya, ma non prima che questi si sia congratulato con lui per aver combattuto ed essere morto con dignità. Kenjaku intendeva assorbire anche lui oltre a Mahito, ma non riesce nel suo intento.
Hanami (花御?, Hanami)
Doppiato da: Atsuko Tanaka (ed. giapponese), Marina Thovez (ed. italiana)
Una maledizione di livello speciale nata dalla paura dell'umanità per le foreste. Crede che gli umani siano andati troppo a lungo nel rovinare l'ambiente terrestre, e vuole consentire al pianeta di brillare di nuovo senza la crudeltà umana. Il suo potere maledetto gli consente di creare piante che può manipolare. Hanami è anche in grado di rubare l'energia vitale dalle piante e immagazzinarla nel fiore sulla sua spalla sinistra. Possiede un'immensa resistenza, tanto da poter reggere i colpi di gran parte degli studenti di Tokyo e Kyoto senza problemi. Solo Yuji e Aoi insieme sono stati in grado di spingerlo ad usare tutta la sua potenza, ma ciò viene impedito dall'arrivo di Gojo. Durante l'incidente di Shibuya, viene ucciso da Gojo, che dilania il suo corpo a mani nude per poi disintegrarlo.
Dagon (陀艮?, Dagon)
Doppiato da: Kenta Miyake, Aya Endō (come guscio maledetto) (ed. giapponese) Andrea Rotolo (s.1, come guscio maledetto) e Marco Belloli (ed. italiana)
Una maledizione di livello speciale nata dalla paura dell'umanità per il mare. Era un utero maledetto prima di diventare uno spirito maledetto completamente sviluppato. A causa del breve periodo di Dagon come spirito maledetto a tutti gli effetti, non si sa molto sulla sua personalità. Usando il suo potere malefico, ha un'enorme quantità di energia vitale, quindi può subire molti danni e apparire ancora come se fosse in perfette condizioni, inoltre è stato in grado di fluttuare a mezz'aria. In un combattimento, Dagon può manipolare l'acqua e creare shikigami a forma di creature marine. È stato in grado di ferire gravemente due stregoni di primo grado come Naobito e Nanami. Viene ucciso da un redivivo Toji durante l'incidente di Shibuya.
Divinità del Vaiolo ((疱瘡神ほ?, Hōsōgami)
Uno spirito maledetto di livello speciale, uno dei sedici ufficialmente registrati, nato dalle emozioni negative causate dal vaiolo, è stato intrappolato nella collezione di spiriti maledetti di Kenjaku, prima che questi lo liberasse per combattere contro Mei durante l'incidente di Shibuya. La sua tecnica sembra connessa alla sua espansione del Dominio, e richiede l'attivazione di una serie di condizioni prima di avere effetto: l'avversario viene inizialmente intrappolato in una bara e interrato, su cui in seguito cade un masso, e se dopo 3 secondi non riesce a liberarsi viene infettato dal vaiolo e muore rapidamente. Viene esorcizzato da Mei e Ui dopo una dura battaglia. Kenjaku cerca di ingannare Mei, dichiarando che il nome della maledizione fosse "Divinità del Vaiolo" quando invece era "Strega del Vaiolo".
Kurourushi (黒沐死?, Kurourushi)
Uno spirito maledetto di livello speciale, uno dei sedici ufficialmente registrati, nato dalle emozioni negative causate dagli scarafaggi, è stato intrappolato nella collezione di spiriti maledetti di Kenjaku, prima che questi lo liberasse in modo che potesse partecipare al gioco di sterminio. La sua tecnica può produrre e controllare sciami di scarafaggi, in grado di divorare un essere umano in pochi secondi. Ogni scarafaggio manifestato è reale e rinforzato con energia malefica, e uno sciame completo è una seria minaccia anche per un potente stregone. Impugna uno strumento maledetto noto come "Spada della Vita Putrescente", una mannaia che emana parassiti che crescono rapidamente all'interno del bersaglio. Viene esorcizzato da Yuta con un colpo diretto di energia positiva. Durante lo scontro di domini tra Yuta, Ryu e Uro rinasce attraverso partenogenesi, per venire poi esorcizzato senza sforzo e definitivamente ancora da Yuta.

### Uteri maledetti: Kusozu
Entità uniche che esistono come un ibrido tra maledizione e umano, nati da una donna in seguito agli esperimenti commessi oltre un secolo prima dell'inizio della storia dal malvagio stregone Noritoshi Kamo (il cui corpo era posseduto da Kenjaku). Sebbene esistessero nove diversi grembi maledetti, solo tre entrano in possesso del gruppo di maledizioni, e si alleano con Mahito dopo che questi li ha fatti nascere in corpi umani in cambio della loro libertà. I tre visti nella storia possono tutti usare la tecnica della manipolazione del sangue, presumibilmente a causa della loro relazione con la famiglia Kamo.
Choso (脹相?, Chōsō)
Doppiato da: Daisuke Namikawa (ed. giapponese), Ezio Vivolo (ed. italiana)
Il più vecchio dei tre fratelli e il leader del trio, nonché quello ad avere un aspetto maggiormente simile ad un essere umano. Ha un carattere stoico e distaccato, ma è molto affezionato ai suoi fratelli minori. Possiede la stessa tecnica dello studente Noritoshi Kamo, permettendogli di controllare liberamente il suo sangue e le sue proprietà. A differenza di Noritoshi, ha accesso a molto più sangue in quanto è in grado di produrlo direttamente dalla sua energia malefica. All'inizio, si è schierato con il gruppo di Mahito a Shibuya perché voleva vendicare la morte dei suoi fratelli minori. Tuttavia, dopo aver ricevuto una visione durante uno scontro con Itadori, ha finito per convincersi che questi sia uno dei suoi fratelli minori, essendosi reso conto che l'entità che possedeva il primo Noritoshi Kamo deve essere responsabile anche della nascita del ragazzo. Decide cosi di schierarsi dalla parte di Yuji, nella speranza di salvare i restanti uteri conservati all'istituto. Choso sente su di se la responsabilità di essere il fratello più anziano, che deve procedere nella sua esistenza senza guide a cui riferirsi, ma che deve essere allo stesso tempo una guida per i fratelli minori. Prova inoltre un logorante rimorso per aver scelto di vivere come "maledizione" a seguito della sua incarnazione, per paura di non essere accettato tra gli umani. Questa scelta lo ha però condotto a uccidere molte persone e a far lottare i suoi stessi fratelli tra loro, fino a far uccidere Eso e Kechizu da Yuji, che ora sarà costretto a vivere da solo. Choso accetterà poi di far mangiare a Yuji gli uteri maledetti dei restanti sei fratelli non ancora incarnati, in modo da renderlo più potente per la battaglia contro Sukuna e rassicurandolo che i fratelli continueranno a vivere attraverso lui. Durante il combattimento contro Sukuna, Choso si getta nella mischia poco dopo Yuji ed Higuruma. Sukuna lo toglie di mezzo in due occasioni ed entrambe gli costano tempo per rimettersi in condizioni di lottare, ma riesce a supportare il fratello Yuji fino a quando questi riesce finalmente a scatenare una serie di lampi neri. Quando Sukuna utilizza la sua tecnica più potente, la Fornace, per uccidere tutti i combattenti rimasti in un colpo solo, Choso sacrifica se stesso per schermare Yuji dalle fiamme, rinchiudendo il fratello in una sfera di sangue e dicendogli addio poco prima di ridursi in cenere.
Eso (壊相?, Esō)
Doppiato da: Nobuyuki Hiyama (ed. giapponese), Alessandro Lussiana (ed. italiana)
Fratello di mezzo che, insieme a Kechizu, viene incaricato di recuperare una delle dita di Sukuna. Tende ad essere molto eccentrico e si diverte a scherzare con gli altri. Nonostante il suo comportamento amichevole, è imbarazzato per la faccia sulla sua schiena ed è pronto ad uccidere chiunque semplicemente per averla guardata. La sua tecnica innata gli conferisce del sangue corrosivo che può avvelenare e decomporre il suo bersaglio. Gli conferisce anche la capacità di rimodellare e manipolare il suo sangue usando tecniche speciali. Lui e Kechiku sono stati uccisi da Yuji e Nobara nel tentativo di recuperare una delle dita di Sukuna.
Kechizu (血塗?)
Doppiato da: Kappei Yamaguchi (ed. Originale), Alessandro Pili (ed. Italiana)
Il più giovane dei fratelli che, insieme a Eso, viene incaricato di recuperare una delle dita di Sukuna. Rispetto ai suoi fratelli ha un aspetto più mostruoso, risultando più simile ad uno spirito maledetto che ad un essere umano. È il meno maturo dei tre fratelli e cerca solo di seguire gli ordini dei suoi fratelli maggiori. La sua tecnica innata gli conferisce sangue corrosivo che può avvelenare e decomporre il suo bersaglio. Kechizu colpisce i suoi bersagli vomitando sangue contro di loro, bruciando la loro carne all'impatto. Lui e Eso sono stati uccisi da Yuji e Nobara nel tentativo di recuperare una delle dita di Sukuna.

## Stregoni neri
Gli stregoni neri (呪詛師?, Jusoshi) sono umani in grado di usare l'energia malefica che impiegano i loro poteri per scopi personali, spesso maledicendo gli altri umani o usando gli Spiriti Maledetti contro gli altri stregoni.
Ryomen Sukuna (両面宿儺?, Ryōmen Sukuna, lett. "Spettro bifronte")
Doppiato da: Junichi Suwabe, Mattia Bressan (ed. italiana)
Uno stregone nero di livello speciale che è considerato l'indiscusso "Re delle maledizioni". Possiede una quantità di energia malefica talmente elevata da essere ben due volte superiore a quella di Yuta e un controllo e abilità nell'uso di tecniche e domini senza eguali. Secondo la leggenda, Sukuna era un demone simile a un umano con quattro braccia e due volti, mentre in realtà era uno stregone il cui corpo mostruoso era trasceso oltre l'umanità e che era vissuto durante l'era principale della stregoneria, un periodo in cui gli umani lo consideravano al pari di una calamità naturale e gli stregoni lo adoravano o temevano al pari di una divinità. Stando alle parole di Sukuna stesso, sin dalla nascita era un abominio indesiderato, in quanto sarebbe dovuto nascere insieme ad un proprio gemello, ma rifiutando il suo destino per sopravvivere al fatto che la madre stesse morendo di fame, già nel ventre materno divorò il suo stesso gemello, la cui anima si perdette per poi reincarnarsi, mille anni dopo, nel corpo di Jin Itadori. Gli stregoni dell'epoca d'oro della stregoneria non riuscirono mai ad ucciderlo, e lui decise così, aiutato da Kenjaku, di separare la sua anima e racchiuderla in venti dita, sigillandola nella forma di talismani maledetti. Nei secoli gli stregoni hanno raccolto e contenuto questi talismani indistruttibili, sperando che un giorno sarebbero stati distrutti. Diventa "l'ospite" di Itadori, che arriva a contenere 15/20 del suo potere. Il suo obiettivo iniziale era quello di ottenere il controllo completo sul corpo di Yuji e tornare a diffondere il caos. Sukuna è egoista, narcisista, insensibile, immorale e sadico. A causa del suo immenso potere, raramente si preoccupa delle conseguenze delle sue azioni, disprezza profondamente ideali e sentimenti, e vive unicamente per soddisfare il suo edonismo. La cosa più vicina a un obiettivo che Sukuna ha nella sua vita è passare il tempo fino a quando non morirà, combattendo avversari forti e uccidendoli una volta che si annoia. A causa di questa mentalità, Sukuna non sopporta che qualcuno lo compatisca, poiché basa la sua identità sull'essere il più forte e vede tali atti come essere considerato debole. La sua tecnica si chiama Reliquiario, una tecnica che gli permette di scagliare tagli volanti invisibili o tramite contatto fisico e di manifestare, dopo aver usate le sue tecniche di taglio, una tecnica chiamata Fornace, un attacco di fuoco ed esplosioni di gran lunga superiore a quello di Jogo. Ha espresso notevole interesse per le capacità di Megumi in molteplici occasioni, e la sua forza è tale che tutti gli altri spiriti maledetti mirano a ripristinarla. Quando Itadori viene nutrito con dieci dita di Sukuna contemporaneamente a Shibuya, Sukuna esce e commette un massacro. Durante il Girone Mietitore, Sukuna coglie un'occasione in cui l'anima di Megumi era senza difesa per lo shock nel vedere la sorella posseduta da Yorozu e si impossessa del suo corpo, rompendo il vincolo con Yuji, facendo del suo amico il suo nuovo recipiente. Dopo un rituale in cui immerge il suo nuovo corpo in un concentrato di energia malefica e utilizzando la sua nuova tecnica per uccidere la sorella Tsumiki, riesce a far sprofondare l'anima di Megumi nella disperazione ed ottenere il controllo completo sul nuovo recipiente. Sukuna interviene poi quando Gojo, liberato dal Reame Prigione, attacca Kenjaku, in quanto quest'ultimo gli ricorda che prima di combattere deve mantenere una promessa fatta tra loro, al che accetta la proposta di Gojo di sfidarsi a duello il giorno della vigilia di Natale. Sukuna, dopo aver raggiunto la sua piena potenza dopo aver mangiato altre quattro dita e compensato il ventesimo divorando il suo stesso cadavere originale, combatte Gojo in una battaglia testa a testa e usa Mahoraga per adattarsi all'Infinito di Gojo. Apparentemente sconfitto per mano di Gojo, Sukuna riesce finalmente ad evolvere la propria tecnica per superare l'Infinito di Gojo, usando un vincolo ed il modello fornito da Mahoraga per tagliare a metà l'avversario e uccidendolo. Sukuna viene quindi sfidato da Kashimo, che lo forza ad assumere la sua vera forma ma che viene sconfitto facilmente. Subito dopo, Itadori affronta Sukuna insieme a Higuruma. Quest'ultimo usa il suo dominio per cercare di rimuovere la tecnica di Sukuna accusandolo dei suoi crimini in un caso giudiziario. Tuttavia solo il suo strumento maledetto viene confiscato in tribunale e Sukuna procede a uccidere Higuruma e ad affrontare Yuji e Yuta, che ferisce mortalmente. Maki scende in campo per combatterlo, riuscendo con un attacco a sorpresa a trafiggerlo al cuore con la sua spada che impedisce la rigenerazione, ma lui riesce ad ottenere un Fulmine Nero e la mette temporaneamente fuori gioco. Anche Kusakabe si unisce alla lotta ma viene sopraffatto da Sukuna e salvato da una coppia di stregoni precedentemente alleati con Geto. Questi infliggono danni significativi a Sukuna, ma decidono di ritirarsi dal combattimento prima che possano essere feriti loro stessi. Yuji, Choso e Maki continuano a scambiarsi colpi con Sukuna, che usa un'espansione del dominio che dura 99 secondi, e le stesse fiamme che ha usato per incenerire Jogo e Mahoraga. Le esplosioni termobariche devastano l'arena e Choso sacrifica la sua vita per salvare Yuji, lasciando solo lui e Sukuna sul campo di battaglia, prima di essere raggiunti da Todo, che ha salvato via gli altri con la sua tecnica. Todo e Yuji insieme sono in grado di infliggere molti danni a Sukuna, ma poco prima che possa utilizzare un'altra espansione del dominio viene fermato da una figura che apparentemente è Gojo, in qualche modo tornato dalla morte. Sukuna capisce che in realtà ha di fronte a sé Okkotsu, che ha usato la tecnica copiata di Kenjaku per trasferire il suo cervello nel corpo di Gojo, rimesso insieme da Shoko. Sukuna e Gojo ingaggiano uno scontro tra domini identico ai precedenti avuti con Satoru, ma Yuta si dimostra meno abile del maestro nel combattimento ravvicinato e nelle tecniche dell'Infinito, dando a Sukuna il vantaggio nel corpo a corpo. Usando l'aiuto di Inumaki, Yuta paralizza Sukuna per un attimo e gli scaglia contro il Bagliore Viola. Sukuna suda freddo per un attimo, ma la tecnica di Yuta è imperfetta e, malgrado rompa il suo dominio, infrange anche la barriera del suo, portando le tecniche di entrambi ad esaurirsi temporaneamente. Okkotsu collassa a terra perché senza tecnica maledetta attiva anche quella con cui controlla il corpo di Gojo è esaurita. Sukuna resta solo con Yuji, che usa il suo dominio e gli offre di risparmiarlo se in cambio tornerà nel suo corpo. Sukuna, irritato dall'arroganza del suo precedente contenitore, dichiara che ucciderà lui e tutti coloro che gli stanno vicino. Poco prima di attivare il suo dominio per finire il combattimento, però, Sukuna viene trafitto dalla Risonanza di Nobara sul suo ultimo dito, che Gojo aveva nascosto. Questo permette al Reliquiario di Yuji di tagliare il confine che separa l'anima di Megumi dalla sua, Sukuna tenta quindi un ultimo assalto nel corpo a corpo, ma viene infine sconfitto da un Lampo Nero di Yuji, separato da Megumi resta in una massa maledetta di bocche e occhi che pian piano si riduce fino a divenire polvere, dopo aver rifiutato l'offerta di redenzione di Yuji.
Kenjaku (羂索?, Kenjaku)
Doppiato da: Takahiro Sakurai (nel corpo di Geto, ed. giapponese), Omar Maestroni (nel corpo di Geto, ed. italiana)
Uno stregone nero che possiede una tecnica capace di spostare il proprio cervello in un corpo diverso, conservandone i ricordi e la tecnica innata nel caso di uno stregone. Grazie a questa abilità si è impadronito dei corpi di molti stregoni in molte epoche, tra cui il primo Noritoshi Kamo, usando il suo corpo per creare Choso e i suoi fratelli. Kenjaku, inoltre, ha preso il controllo del corpo di Kaori Itadori, una strega con una tecnica maledetta capace di generare un campo di antigravità di due/tre metri per pochi secondi, e lo ha usato per concepire Yuji, che lui stesso definisce suo "figlio", insieme a Jin Itadori, la reincarnazione dell'anima del fratello gemello di Sukuna. Il suo ultimo corpo è quello di Geto, recuperato dopo la "Processione notturna dei cento demoni". Sotto queste vesti collabora con il gruppo di Mahito allo scopo di intrappolare Gojo e portare Sukuna dalla loro parte. Dopo aver sigillato Gojo, riesce ad assorbire Mahito in seguito alla sua sconfitta per mano di Yuji. Usa quindi su larga scala la sua tecnica per modificare umani con tecniche maledette innate, ma senza la capacità di percepire e manipolare l'energia malefica, e risvegliare umani senza tecnica a cui ha fatto ingerire degli strumenti maledetti contenenti l'essenza di stregoni con cui ha stretto dei patti nel corso dei secoli, dando successivamente inizio ad un "girone mietitore" fra di loro. L'obiettivo di Kenjaku è quello di forzare l'evoluzione di ogni abitante del Giappone, facendo sì che Tengen "si fonda" con l'umanità, eliminando il confine tra l'uomo e le maledizioni e diffondendo così il male in tutto il mondo. Unisce ad una secolare esperienza nel combattimento, una profonda conoscenza dell'energia malefica e dell'animo umano, una straordinaria abilità nel manipolare e pianificare, come dimostrato dal successo nel neutralizzare lo stregone più potente individuando i suoi punti deboli, convincere centinaia di stregoni a reincarnarsi nel futuro facendo leva sui loro desideri e rimpianti, orchestrare il girone mietitore, ottenere il controllo del Clan Kamo e delle eminenze del mondo della stregoneria e convincere i maggiori paesi del mondo ad inviare truppe in Giappone ben prima dell'incidente di Shibuya. È inoltre il secondo miglior utilizzatore di tecniche di barriera, in grado di creare un dominio con barriera aperta, simile a quello di Sukuna. Ha una decisa mentalità scientifica ed è motivato da un profondo desiderio di conoscenza e creatività, infatti il suo obiettivo principale è quello di spingere oltre i limiti attuali le possibilità dell'energia malefica, con il risultato di una creatura superiore ad esseri umani e maledizioni, per scoprire se ciò che lui ritiene "interessante" lo è davvero, in quanto è questo che per lui significa vivere. Prova inoltre un assoluto disprezzo per gli individui, le culture e le strutture che favoriscono la passività, che a suo modo limitano le possibilità di evoluzione, primo fra tutte proprio il suo vecchio amico Tengen. Curiosamente segue i moderni programmi di comicità e ne ha una grande conoscenza, persino a livello tecnico. Infatti durante la sua "battaglia" con Takaba si lascia coinvolgere dall'ironia dello stregone risvegliato nel Girone Mietitore, prendendo parte alle sue battute al punto di ammettere di essere grato di aver creato il rituale che gli ha permesso di divertirsi così tanto dopo secoli e persino complimentandosi in modo genuino con Takaba alla fine della sua performance in cui si era immerso del tutto anche lui. Al termine di questo singolare combattimento, tuttavia, Kenjaku viene sorpreso alle spalle da Yuta, che lo decapita con un colpo di spada. Come assicurazione in caso della propria morte, però, Kenjaku, rimasto con solo la testa e gli ultimi spiriti maledetti sotto il suo controllo, dichiara che la proprietà di Tengen e della sua imminente fusione con l'umanità venga trasferita a Megumi, in cui Sukuna si era incarnato, dopodiché viene ucciso definitivamente da Yuta che gli conficca la lama nel cervello.
Uraume (裏梅?, Uraume)
Doppiato da: Mitsuki Saiga, Annalisa Longo (ed. italiana)
Uno stregone nero dalle fattezze androgine che collabora con Kenjaku. Nonostante l'aspetto giovanile, è molto più vecchio di come appare, essendo infatti una reincarnazione di uno stregone vissuto un millennio fa. Originariamente era un uomo, ma tramite una clausola nel suo voto vincolante con Kenjaku è stato reincarnato nel corpo di una donna di nome Shiori Himi (氷ひ見み汐しお梨り?, Himi Shiori). La sua tecnica gli consente la creazione e la manipolazione del ghiaccio. La sua abilità è abbastanza potente da congelare un grande gruppo di persone, inclusi di stregoni di alto livello, ed è persino in grado di usare la tecnica della maledizione inversa per guarire se stesso. Stretto collaboratore e fedele servitore di Sukuna, è l'unico stregone che il Re delle Maledizioni ha accettato al suo seguito, in quanto oltre alla sua forza, Uraume possiede un grande talento per la preparazione e la cottura della carne umana. In passato fu preso con se da Sukuna dopo aver accidentalmente ucciso i suoi genitori risvegliando la sua tecnica. Quando Gojo si libera dal Reame Prigione e insulta Sukuna, Uraume si infuria con Gojo, venendo di tutta risposta messo fuori combattimento con un solo pugno da Gojo stesso. Dopo la vittoria di Sukuna su Gojo, Uraume porta a Sukuna lo strumento maledetto Kamutoke, per poi essere attaccato da Hakari che lo intrappola nel suo dominio. Uraume gli congela più volte gli arti, uccidendoli, ma Hakari sfrutta il suo jackpot per rigenerare in un attimo gli arti perduti, portando Uraume a voler combattere sul serio. Dopo la morte di Sukuna, Uraume congela il proprio corpo e si frantuma, non avendo più una ragione di vita.
Haruta Shigemo (重面 春太?, Shigemo Haruta)
Doppiato da: Wataru Hatano(ed. giapponese), Mosè Singh(ed. italiana)
Uno stregone nero che collabora con il gruppo di Mahito. È un ragazzo androgino dal carattere codardo e sadico, che ama prendersela con i deboli. Usa una spada creata da Juzo, la cui elsa è composta da una mano. La sua tecnica maledetta si chiama "Miracles". Questa tecnica cancella piccoli miracoli e ricordi di essi dalla vita di Haruta e li memorizza in segni neri sotto i suoi occhi. Questi miracoli immagazzinati vengono rilasciati quando la sua vita è in pericolo, alterando la sua fortuna per assicurarsi che sopravviva a colpi altrimenti fatali. Durante l'incidente di Shibuya, fronteggia Nobara e Nitta, prima di essere facilmente sconfitto da Nanami. Muore dopo aver esaurito la sua tecnica ed essere rimasto coinvolto nell'espansione del dominio di Sukuna, che lo taglia in due.
Juzo Kumiya (組屋 鞣造?, Kumiya Juzo)
Doppiato da: Tetsu Inada (ed. giapponese), Edoardo Lomazzi (ed. italiana)
Uno stregone nero che collabora il gruppo di Mahito e li aiuta ad attaccare l'istituto di Tokyo durante l'incontro di scambio con l'istituto di Kyoto. Durante tale attacco posiziona un velo mistico creato specificamente per tenere fuori Gojo. Brandisce una grossa ascia in battaglia ed è anche un abile artigiano, specializzato nel trasformare i cadaveri in attrezzi. Combatte contro Gakuganji, e viene in seguito facilmente sconfitto e catturato da Gojo, che gli disintegra braccia e gambe con un colpo solo.
Jiro Awasaka (粟坂 二良?, Awasaka Jirō) e Ogami (オガミ?, Ogami)
Doppiati da: Minoru Hirota (Awasaka) e Jun Karasawa (Ogami) (ed. giapponese), Marco Balzarotti (Awasaka) e Rossana Bassani (Ogami) (ed. italiana)
Sono due anziani stregoni neri che collaborano con il gruppo di Mahito e sono responsabili della sorveglianza di uno dei veli di Shibuya che impedisce agli stregoni di entrare. Ogami è un'anziana signora che ha bisogno dell'aiuto di suo nipote per combattere, mentre Awasaka combatte da solo. La tecnica di Ogami, Séance, le consente di incanalare l'aspetto e le abilità dei morti attraverso un rituale, in grado di influenzare se stessa o gli altri. La tecnica di Awasaka, Inverse, è un'abilità difensiva che rende deboli gli attacchi forti contro di lui e forti gli attacchi deboli. Entrambi facevano uso dei loro poteri per guadagnare denaro e commettere crimini, ma furono costretti a smetterla in seguito alla nascita di Gojo. Awasaka viene sconfitto dal gioco di squadra tra Megumi e Yuji, mentre Ogami usa la sua tecnica per riportare in vita Toji nel corpo di suo nipote, in modo che questi uccida gli stregoni, ma questi si ribella e la uccide vanificando l'energia maledetta nel corpo del nipote dell'anziana col suo giogo divino, che lo rende una marionetta omicida che attacca l'essere più forte nelle vicinanze senza controllo. In seguito Toji, resosi conto che Megumi sia suo figlio e che si sia dissociato dal clan Zen'in, si suicida.
Niji Ebina (蛯名仁次?, Ebina Niji)
Doppiato da: Hironori Kondō (ed. giapponese), Andrea Moretti (ed. italiana)
Un potente stregone nero che collabora con Kenjaku ed viene coinvolto nell'incidente di Shibuya. Stava pattugliando la metropolitana e si imbatté nel gruppo di Mei Mei, ma alla fine fu sconfitto e ucciso da lei. Porta con sé un piccolo spirito maledetto a quattro zampe di un grado sconosciuto avvolto in una catena che usa come guinzaglio.
Kokun (コークン?) e Vayer (バイエル?)
Doppiati da: Kazuki Kyan (Kokun) e Yukitoshi Tokumoto (Vayer) (ed. giapponese), Jona Mennite (Kokun) e Ivan Spada (Vayer) (ed. italiana)
Due soldati di una fazione di stregoni neri chiamata 'Q'. Dodici anni prima dell'inizio della storia, furono incaricati di assassinare Riko Amanai per impedirle di fondersi con Tengen, ma alla fine furono sconfitti da Satoru e Suguru.

### Gruppo di Geto
Suguru Geto (夏油 傑?, Getō Suguru)
Doppiato da: Takahiro Sakurai (ed. giapponese), Omar Maestroni (ed. italiana)
Uno stregone nero di livello speciale ed ex compagno di classe di Satoru e Shoko, e quindi uno studente di Yaga. La sua tecnica gli consente di assorbire e controllare le maledizioni naturali e di usarle per il combattimento. La sua estensione della tecnica "Spirale" gli permette di fondere l'energia degli spiriti in suo controllo per emetterla come un colpo diretto di energia pura, tuttavia, secondo Kenjaku, il reale potenziale di questa estensione viene sbloccato quando si assorbono maledizioni di primo livello o superiore, estraendo la tecnica dello spirito che rimane a disposizione dello stregone. In passato era uno studente eccellente, oltre a essere considerato il più forte insieme a Gojo. Inizialmente motivato dal desiderio di proteggere i deboli, durante il suo periodo all'istituto sviluppa un forte odio per le persone prive di poteri magici (che lui definisce "scimmie") a tal punto da desiderare di sterminarle tutte per dare vita ad un mondo di soli stregoni, atto che secondo lui, impedirebbe la creazione di spiriti maledetti e di conseguenza terminerebbe il ciclo in cui tutti gli stregoni sono intrappolati. Dopo aver ucciso un centinaio di umani, che avevano maltrattato due bambine accusate di stregoneria, viene dichiarato uno stregone nero e quindi un ricercato. Abbandona così l'istituto di arti occulte e prende il controllo della "Setta della Ruota Astrale", usando il loro tempio come copertura per accumulare soldi e maledizioni dagli umani. Con la comparsa di Yuta nel mondo della stregoneria decide di uscire allo scoperto, ritenendo che, quando avrà acquisito Rika con la sua tecnica, sarà finalmente in grado di realizzare il suo sogno. Rilascia così una moltitudine di spiriti a Shinjuku e Kyoto, in quella che verrà poi nominata "Processione notturna dei cento demoni", come distrazione per gli stregoni, e invade di nascosto l'istituto per attaccare Yuta, ma dopo un arduo scontro viene sconfitto grazie al sacrificio di Rika. Viene in seguito ucciso da Gojo alla fine della battaglia, lasciando cosi il suo corpo libero di essere posseduto da Kenjaku.
Nanako Hasaba (枷場菜々子?, Hasaba Nanako) e Mimiko Hasaba (枷場美々子?, Hasaba Mimiko)
Doppiate da: Satsumi Matsuda (Nanako) e Risae Matsuda (Mimiko) (ed. giapponese), Giada Bonanomi (Nanako) e Sabrina Bonfitto (Mimiko) (ed. italiana)
Due gemelle che Geto ha preso sotto la sua ala protettiva dopo che le ha salvate dai maltrattamenti che subivano dagli abitanti del loro villaggio. La tecnica di Nanako le consente di manipolare i soggetti fotografati dalla fotocamera del suo telefono, mentre quella di Mimiko coinvolge la sua bambola maledetta. Si preoccupano profondamente per Geto e sono estremamente arrabbiate con Kenjaku per essersi impossessato del suo corpo. Vengono uccise da Sukuna negli eventi dell'incidente di Shibuya.
Miguel Oduol (ミゲル・オドゥオール?, Migeru Oduōru)
Doppiato da: Kōichi Yamadera (ed. giapponese), Diego Baldoin (ed. italiana)
Uno stregone nero proveniente dal Kenya. Era un alleato di Geto, ma dopo la sua morte il gruppo si separò. Ha scelto di seguire Geto non perché credesse nella sua causa, ma perché voleva che governasse il mondo. La sua arma preferita è uno strumento maledetto di grado speciale che apparteneva al suo clan, la Corda Nera, che può annullare gli effetti di qualsiasi tecnica. Per questo motivo, Miguel è stato scelto specificamente da Geto per affrontare Gojo e dimostra di essere all'altezza del compito finché la Corda Nera non si esaurisce del tutto, lasciandolo alla totale mercé di Satoru. Viene in seguito reclutato da Gojo per addestrare Yuta in Africa. Grazie alle convinzioni di Yuta e Gojo, anche Miguel si unisce alla battaglia contro Sukuna, salvando Ui Ui e Kusakabe e distraendo Sukuna, in modo che Yuji e Choso possano trarne vantaggio. La sua tecnica maledetta gli consente di espellere maledizioni e rafforzare le sue capacità fisiche ballando al ritmo impresso nel suo corpo. Ciò gli consente di potenziare se stesso e depotenziare i suoi avversari senza l'uso di un dominio.
Larue (ラルゥ?, Laruu)
Doppiato da: Shō Hayami (ed. giapponese), Federico Viola (ed. italiana)
Uno stregone nero dal fisico muscoloso. Era un alleato di Geto, ma dopo la sua morte il gruppo si separò. Come Miguel, Larue voleva solo vedere Suguru diventare "re", e per questo sceglie di non schierarsi a favore di Kenjaku, dichiarando che sarebbe arrivato un giorno in cui i membri del gruppo sarebbero stati di nuovo una "famiglia". In seguito inizia a lavorare al fianco di Tsukumo, e aiuta Miguel a combattere Sukuna, dopo che Yuta li convince. Durante la lotte, Larue distrae con successo Sukuna, consentendo a Yuji di colpirlo, prima di essere portato via dal combattimento da Miguel. La sua tecnica maledetta gli permette di creare una mano che può afferrare il suo bersaglio da lontano, permettendogli di lanciarlo o schiacciarlo con essa. Se tale mano viene distrutta, Larue può ripristinarla un numero indefinito di volte, anche se un decimo del danno viene trasferito al suo corpo. In aggiunta, dopo aver afferrato il corpo del suo avversario, la "mano" di Larue è in grado di toccare l'anima del bersaglio, costringendolo a perdere il controllo dei suoi sensi per alcuni secondi.
Manami Suda (菅田真奈美?, Manami Suda)
Doppiata da: Shizuka Itō (ed. giapponese), Renata Bertolas (ed. italiana)
Una stregone nero dalle capacità sconosciute. Era un'alleata di Geto, oltre che sua segretaria e comandante della sua  "famiglia" di stregoni, ma dopo la sua morte il gruppo si separò. Collabora con Kenjaku per preservare la volontà di Geto. Durante gli eventi di Shibuya, lei e Negi fermano Kusakabe e Panda, ma il loro alterco viene interrotto dalla battaglia tra Sukuna e Jogo. Quando tentano di scappare dal meteorite di Jogo, Sukuna impedisce loro di scappare solo per divertirsi. A differenza di Panda e Kusakabe, lei e Negi non riescono a scappare dal meteorite e vengono uccisi.
Toshihisa Negi (祢木利久?, Toshihisa Negi)
Uno stregone nero dalle capacità sconosciute. Era un alleato di Geto, ma dopo la sua morte il gruppo si separò. Collabora con Kenjaku per preservare la volontà di Geto. Durante gli eventi di Shibuya, lui e Manami fermano Kusakabe e Panda, ma il loro alterco viene interrotto dalla battaglia tra Sukuna e Jogo. Quando tentano di scappare dal meteorite di Jogo, Sukuna impedisce loro di scappare solo per divertirsi. A differenza di Panda e Kusakabe, Negi e Manami non riescono a scappare dal meteorite e vengono uccisi.

## Altri personaggi
Wasuke Itadori (虎杖倭助?, Itadori Wasuke)
Doppiato da: Shigeru Chiba (ed. giapponese), Raffaele Fallica (ed. italiana)
Era il nonno e l'unico tutore di Yuji. Voleva dire a Yuji dei suoi genitori sul suo letto di morte, ma Yuji non ha voluto sentirlo. Nei suoi ultimi momenti, ha chiesto a suo nipote di aiutare le persone, in modo da non morire da solo come lui.
Junpei Yoshino (吉野 順平 ?, Yoshino Junpei)
Doppiato da: Yoshitaka Yamaya (ed. giapponese), Sebastiano Tamburrini (ed. italiana)
È uno studente del liceo Satozakura. Vittima di bullismo spietato, Junpei crede che le persone non abbiano cuore e che gli umani desiderino sempre il maltrattamento e la rovina degli altri. Incontra per la prima volta le maledizioni quando lui e i suoi bulli erano in un cinema locale, quando Mahito appare dall'ombra e uccide i bulli, quindi questi finisce per avvicinarsi alle convinzioni di Mahito e finisce per essere manipolato nel credere che tutti gli augurassero del male. Incontra Yuji e i due diventano subito amici, condividendo la passione per i film. Ma dopo l'improvvisa morte della madre cede alle tentazioni di Mahito che, usando la sua tecnica, altera il cervello del ragazzo fornendogli una tecnica maledetta in grado di evocare shikigami a forma di medusa che emettono veleno. In seguito spinto dal desiderio di vendetta, credendo proprio i bulli responsabili della sua perdita, finisce per attaccare la sua scuola, ma viene fermato e portato alla ragione da Yuji. Viene trasformato in una creatura disumana da Mahito, ma la sua anima cede e muore poco dopo. La sua morte segnerà profondamente Yuji, il quale giura di uccidere Mahito per vendicare l'amico.
Toji Fushiguro (伏黒 甚爾?, Fushiguro Tōji)
Doppiato da: Takehito Koyasu (ed. giapponese), Claudio Moneta (ed. italiana)
È il padre di Megumi ed ex membro del Clan Zenin. Nato come Toji Zenin (禪院 甚爾?, Zen'in Tōji), similmente a Maki, è nato con un giogo divino che lo rende completamente privo di energia malefica. In cambio di questo, ha ottenuto capacità fisiche sovrumane, oltre a sensi estremamente sviluppati, che lo rendono in grado di vedere e percepire gli spiriti maledetti. Rifiutato dalla famiglia per questa sua condizione, divenne un assassino di stregoni, arrivando anche a vendere suo figlio alla famiglia Zenin nell'eventualità che si fosse manifestata l'energia malefica del ragazzo. È stato in grado di sconfiggere sia Gojo che Geto al loro primo incontro, portando Gojo sull'orlo della morte, il quale si salva solo acquisendo la tecnica malefica inversa che gli permette di guarire. Viene facilmente ucciso da Gojo nel loro secondo incontro quando lo stregone utilizza la sua tecnica più potente "Viola", in punto di morte gli racconta di suo figlio Megumi, affidandolo a Gojo. Durante l'incidente di Shibuya, viene riportato in vita da Ogami usando suo nipote come corpo ospite in modo che potesse uccidere gli stregoni, ma riesce a liberarsi del suo controllo, in quanto l'incantesimo entra in contrasto con il corpo privo di energia malefica, ed ucciderla. Guidato ormai dal solo desiderio di uccidere, elimina Dagon, impegnato nello scontro con altri stregoni, e si confronta con Megumi (che non lo riconosce) fino a quando, resosi conto che il figlio ha mantenuto la sua individualità, al di fuori del Clan Zenin, decide di uccidersi, salvandolo.
Riko Amanai (天内理子?, Amanai Riko)
Doppiata da: Anna Nagase (ed. giapponese), Emanuela Cardani (ed. italiana)
Una giovane ragazza che nel 2006 ricopriva il ruolo di "Ventre del Fluido Astrale", essendo destinata a diventare il nuovo corpo ospite di Tengen, compito che aveva abbracciato completamente. La sua protezione era una missione fondamentale assegnata a Gojo e Geto, in quanto molti stregoni neri e gruppi religiosi volevano impedire tale fusione. Verso la fine della missione, ammise a Geto di voler vivere la sua vita più da normale adolescente, invece di fondersi con Tengen. Pochi istanti dopo, Toji le ha sparato alla testa, completando l'assassinio. Le conseguenze della morte di Amanai si sono manifestate nel presente poiché Tengen, che non si è fuso con lei come avrebbe dovuto nel 2006, si è evoluto in un essere più simile ad una maledizione piuttosto che ad un umano, che potrebbe diventare un nemico dell'umanità. Questi eventi sono stati orchestrati da Kenjaku in preparazione per la fusione di Tengen con gli umani del Giappone.
Misato Kuroi (黒井美里?, Kuroi Misato)
Doppiata da: Risa Shimizu (ed. giapponese), Virginia Astarita (ed. italiana)
È la custode di Riko dopo che la sua famiglia è stata uccisa in un incidente. È principalmente una non combattente, il che sorprende i suoi avversari poiché è anche una stregone con capacità di combattimento. Viene gravemente ferita da Toji quando si infiltra all'istituto, al punto che non è sicuro se sia sopravvissuta o meno. Visto che essa compare nell'aldilà con gli altri amici di Gojo e RIko stessa, è molto probabile che sia morta.
Shiu Kong (孔時雨?, Kon Shiu) / Kong Si-woo (공 시우?, Gong Si-u)
Doppiato da: Hiroki Yasumoto (ed. giapponese), Marco Benedetti (ed. italiana)
È un membro del gruppo religioso "Confraternita del vaso del tempo" che ha assoldato Toji per uccidere Riko nel 2006. In seguito, diventa un collaboratore di Geto. Sebbene abbia la capacità di vedere gli spiriti maledetti, non è uno stregone. È di origine coreana.

### Giocatori del Girone Mietitore
Sono stregoni costretti a partecipare al "Girone Mietitore", un enorme rituale nazionale orchestrato da Kenjaku per preparare la popolazione giapponese alla fusione con Tengen. Il gioco si svolge all'interno di dieci enormi barriere conosciute come "Colonie", distribuite lungo tutto il Giappone, ad esclusione della regione dell'Hokkaido.
La maggior parte di loro sono esseri umani che hanno risvegliato le loro tecniche latenti in seguito alla manipolazione della loro anima da parte di Kenjaku, che li ha resi in grado di usare l'energia malefica, oppure antichi stregoni che sono stati sigillati in oggetti maledetti attraverso contratti stipulati con Kenjaku e che si sono incarnati negli umani moderni in modo simile al possesso di Yuji da parte di Sukuna.
Tsumiki Fushiguro (伏黒津美紀?, Fushiguro Tsumiki)
Doppiata da: Saori Hayami (ed. giapponese), Federica Simonelli (ed. italiana)
La figlia adottiva di Toji e la sorellastra maggiore di Megumi. È una ragazza gentile che si prendeva molto cura di Megumi e spesso lo rimproverava di cacciarsi nei guai. La sua grande bontà rappresenta il motivo che spinge Megumi ad aiutare gli altri, non importa se giusto o sbagliato, come ha dimostrato salvando Yuji e risparmiando Remi. Era in coma a causa di una maledizione inflitta da Kenjaku. Di recente è stata risvegliata e costretta a partecipare nel girone mietitore, insieme a molte altre vittime maledette in tutto il Giappone. Riuscire a modificare le regole del gioco per evitare che muoia dopo 19 giorni dall'inizio del gioco, rappresenta uno dei motivi principali di Yuji e Megumi per partecipare al gioco. Quando finalmente Megumi ed i suoi compagni riescono ad accumulare i punti necessari per farla uscire dal gioco la ragazza li spende per aggiungere la possibilità di entrare ed uscire dalle barriere delle colonie. Nell'incredulità del fratello si rivela come Yorozu, uno stregone di più di mille anni fa che si era reincarnato all'inizio del gioco ma aveva finto di essere Tsumiki, impersonando la ragazza alla perfezione grazie all'accesso alla sua memoria, per trarre vantaggio dal piano di Megumi. Yorozu è ossessionata dal desiderio di combattere contro Sukuna, considerando allo stesso livello ucciderlo o venire uccisa da lui. Prova infatti un amore distorto per il Re delle Maledizioni, ritenendo di essere l'unica persona in grado di comprendere la sua solitudine e di poterla alleviare, al punto da desiderare persino di sposarsi con lui se riuscirà a sconfiggerlo. La sua tecnica maledetta le permette di ricreare qualsiasi materiale ed oggetto (tranne particolari strumenti maledetti) attraverso la sua energia malefica. Grazie alla sua esperienza è riuscita a realizzare un metallo liquido in grado di prendere qualunque forma e trasformarsi persino in una sfera perfetta che esercita una pressione distruttiva ed impossibile oppure in un'armatura biologica che ricopre il suo corpo e la rende simile ad un enorme insetto, offrendole molteplici abilità difensive ed offensive. Yorozu viene poi sconfitta da Sukuna utilizzando l'evocazione di Mahoraga, e con lei anche Tsumiki muore, portando l'anima di Megumi nell'orlo del baratro. In punto di morte crea "Kamutoke", un oggetto maledetto in grado di rilasciare potenti attacchi elettrici, e lo dona a Sukuna perché si ricordi di lei ogni volta che lo usa.
Hana Kurusu (来栖 華?, Kurusu Hana)
Un giocatore del Girone Mietitore. Quando era una bambina ha vissuto circa un anno come ostaggio di una maledizione prima di venire salvata involontariamente da Megumi. Da allora si è impegnata ad aiutare gli altri per poter diventare un giorno degna di stare a fianco del ragazzo a cui si ritiene legata dal destino. Successivamente diventa il recipiente di uno stregone che si definisce un "angelo" ed esisteva oltre mille anni fa. "Angelo" sceglie però di non incarnarsi totalmente e di non sopraffare la personalità di Hana, ritenendo questa pratica contraria al suo credo. Hana e Angelo si trovano quindi in una situazione simile a Yuji e Sukuna anche se per motivi diversi, questa simbiosi garantisce inoltre alla ragazza una rigenerazione più rapida. Può manifestare la sua energia malefica nella forma di raggi di luce in grado di accecare e bruciare i nemici ed esorcizzare le maledizioni. La sua tecnica maledetta può estinguere qualsiasi tecnica maledetta e velo ed individuarla rappresenta uno dei motivi principali di Yuji e Megumi per partecipare al gioco, in quanto potrebbe annullare il potere del Reame Prigione che sigilla Gojo e liberarlo. Inoltre utilizzando "Scala di Giacobbe" è capace di separare uno stregone incarnato dal corpo dell'ospite, anche senza la certezza di salvare quest'ultimo. Inizialmente presente nella Colonia di Tokyo N°2 si allontana a causa della presenza di Kashimo e del numero di maledizioni, arrivata nella Colonia di Tokyo n°1 soccorre Megumi dopo che quest'ultimo, al termine dello scontro contro Reggie, perde i sensi. Dopo aver incontrato Yuji e Takaba decide di unirsi a loro e accetta di collaborare per liberare Gojo, ma a condizione che il gruppo la sostenga nel suo obiettivo di trovare ed eliminare un giocatore soprannominato "colui che è caduto in disgrazia", che si rivelerà essere proprio Sukuna. Possiede la capacità di volare grazie a delle ali, un'aureola luminosa sopra la testa ed una trombetta di luce connessa alla sua tecnica. Hana, quando Sukuna si impossessa di Megumi, tenta di esorcizzarlo con la sua tecnica maledetta, ma Sukuna la inganna fingendo che la tecnica abbia funzionato prima che gli effetti siano stati completati, al che Hana, senza ascoltare Angelo, gli si avvicina finendo mutilata da Sukuna che, alterando il suo volto, le strappa un braccio e la ferisce mortalmente per poi buttarla giù dal grattacielo su cui si trovavano. Ieiri riesce, però, a salvarla con la tecnica maledetta inversa, pur senza riuscire a ricomporre il suo braccio perso. Hana utilizza poi la sua tecnica per liberare Gojo dal reame prigione, riuscendoci. Torna sul campo di battaglia per colpire Sukuna a sorpresa con la Scala di Giacobbe, ma il re delle maledizioni nota che l'output della tecnica è inferiore rispetto a quando aveva entrambe le mani e ne approfitta per cercare di ucciderla prima che possa cancellare la sua esistenza, sferra così un lampo nero verso Hana che, però, viene incassato da Todo che si frappone tra lei e Sukuna. Hana viene comunque travolta dal corpo di Todo e precipita al suolo, viva ma fuori combattimento.
Fumihiko Takaba (髙羽史彦?, Takaba Fumihiko)
È un comico fallito rimasto scoraggiato dalla sua scarsa interpretazione in un cabaret. Successivamente, ha risvegliato la sua tecnica maledetta ed è stato dichiarato uno dei giocatori del Girone Mietitore, durante il quale si schiera dalla parte di Megumi contro il gruppo di Reggie. In seguito, gioca un ruolo importante nella sconfitta di Kenjaku insieme a Okkotsu e Todo. Combatte in un modo molto bizzarro, assumendo strane pose e facendo battute un momento prima di attaccare con velocità e potenza sorprendenti in un altro. Il potere di Takaba si chiama "Comedian", e gli consente di trasformare in realtà qualcosa che lui trova divertente. Gli effetti di questa tecnica coprono un'ampia varietà, tra cui: evocare oggetti o sostanze dal nulla, annullare i danni ricevuti o simulare scenari immaginari nella realtà. Questo potere viene considerato come in grado di colpire persino Gojo, ma lo stesso Takaba, tuttavia, non è a conoscenza della sua esistenza e del suo funzionamento. Nonostante lo straordinario potere concesso da questa tecnica, questa può essere attivata solo se l'utilizzatore rimane sicuro della propria capacità di essere divertente. Di conseguenza, se questi perde fiducia nel proprio umorismo, la tecnica verrà disattivata e lo renderà vulnerabile agli attacchi.
Hajime Kashimo (樫茂肇?, Kashimo Hajime)
Un giocatore che ha ucciso oltre 40 persone dall'inizio del Girone Mietitore, cosa che lo rende uno dei giocatori di punta della competizione. È uno stregone vissuto 400 anni prima che si è incarnato nel presente attraverso un contratto stipulato con Kenjaku che lo aveva sigillato all'interno di un oggetto maledetto, tutto per poter un giorno misurarsi con Sukuna, ritenuto da Kenjaku all'epoca il più potente stregone mai visto. In seguito ha speso i suoi punti per aggiungere una nuova regola al gioco in modo da poter trovare Sukuna. La sua energia malefica ha le proprietà dell'elettricità e può controllarne e separarne le cariche a piacimento. Applicando immediatamente una carica positiva al suo bersaglio, Hajime può scaricare la carica negativa sotto forma di un potente fulmine in grado di colpire automaticamente il bersaglio senza la necessità di usare l'espansione del dominio. Dopo aver battuto e quasi ucciso Panda, Hajime affronta Hakari in una sanguinosa battaglia, vinta infine da quest'ultimo a costo del suo braccio sinistro. Hajime è pronto a morire, ma accetta la proposta di Hakari di passare invece dalla sua parte per sfruttare i suoi numerosi punti per aggiungere un'altra delle regole che il suo gruppo desidera, in cambio della possibilità di affrontare Sukuna, in quanto Hakari conta sul fatto che Yuji concederà al Re delle Maledizioni di uscire per la durata del combattimento. La tecnica maledetta di Hajime è "Bestia Spettrale: Ambra" e gli permette di infondere il suo intero corpo con la sua energia maledetta elettrica, manifestando ogni fenomeno connesso all'elettricità come onde elettromagnetiche in grado di disintegrare gli oggetti, onde soniche e potenziando la velocità del suo corpo, tuttavia può essere attivata una volta sola in quanto il suo corpo verrà consumato dallo sforzo e Kashimo intende usarla solo contro Sukuna. Dopo la vittoria di quest'ultimo su Gojō, Kashimo scende sul campo di battaglia e lo affronta ancora gravemente ferito dal combattimento con Gojō. Kashimo vuole combattere con lui per imparare il significato della solitudine che deriva dalla forza assoluta, affermando di non essere mai riuscito a provare affetto e creare legami con altre persone perché le vedeva tutte come troppo fragili. Sukuna, contro di lui, si reincarna completamente nella sua forma originale, ripristinando le sue forze e dimostrandosi enormemente superiore a Kashimo, che viene ucciso in breve tempo dal Re delle Maledizioni. In punto di morte, similmente a come accadde a Jogo, Kashimo ha una visione in cui Sukuna gli spiega come tutti gli stregoni che lo avevano affrontato non lo avevano mai maledetto ma anzi avevano sempre cercato nella sua forza un modo di venire riconosciuti da lui, dimostrando come anche questo fosse amore. Kashimo tuttavia li aveva sempre massacrati mentre allo stesso tempo si preoccupava della sua solitudine e di come relazionarsi con gli altri, un problema che secondo Sukuna quelli più forti non dovrebbero porsi, in quanto vengono amati per la loro forza e di conseguenza rispondono con totale violenza.
Hiromi Higuruma (日車寛見?, Higuruma Hiromi)
Un avvocato difensore che giudica ingiusto il sistema giudiziario giapponese. Dopo aver perso un altro caso, si rende conto che il suo cliente sarebbe stato dichiarato colpevole fin dall'inizio. Con queste emozioni negative, ha risvegliato il suo potere in aula chiedendo un nuovo processo. È uno dei migliori giocatori del Girone Mietitore. La sua tecnica gli permette di evocare uno shikigami chiamato "Judgeman", i cui effetti sembrano aver luogo solo all'interno del dominio di Hiromi, dove gli vengono fornite tutte le informazioni su chi si trova al suo interno e agisce come giudice per determinare la sentenza del bersaglio. Ha anche mostrato la capacità di imporre regole al bersaglio, come togliere la sua energia malefica. Lo shikigami tuttavia può accusare l'avversario solo di un crimine specifico e Higuruma non può scegliere quale sarà l'accusa, di conseguenza, non può garantire che il suo avversario venga condannato a morte. Per il combattimento ravvicinato, evoca un martelletto che può cambiare di forma e dimensioni ed essere controllato a distanza. Dopo una faticosa lotta con Yuji, Higuruma si rifiuta di ucciderlo e accetta invece di aiutare il suo gruppo aggiungendo una regola al gioco che permette il trasferimento di punti tra giocatori. Afferma inoltre che sta pensando di costituirsi al termine del gioco di sterminio, se sopravvivrà. Contribuisce alla battaglia contro Sukuna, sigillando lo strumento maledetto di quest'ultimo e il suo talento viene riconosciuto anche da Sukuna, prima che questi lo sconfigga con facilità. Higuruma ritorna, non ancora del tutto guarito, dopo la fine dello scontro tra Yuji e Sukuna, affermando di essere sopravvissuto solo perché il Re delle Maledizioni stesse giocando con lui.
Rin Amai (甘井 凛?, Amai Rin)
È uno stregone moderno proveniente dalla città natale di Yuji, Sendai. Come altri stregoni moderni, è stato costretto a partecipare al Girone Mietitore di Kenjaku. La sua tecnica prevede la manipolazione dello zucchero. Questa tecnica consente ad Amai di aumentare il proprio livello di zucchero e trasformare lo zucchero in una forma fisica, solitamente come budino. Dopo averlo fatto, il suo basso livello di zucchero nel sangue gli fa soffrire di ipoglicemia e gli fa girare la testa. Può anche infondere ad altri il suo zucchero per migliorare il loro stato o la loro salute. Durante lo scontro con Sukuna, si unisce a Shoko e Arata Nitta negli sforzi per curare gli stregoni abbattuti.
Remi (麗美?, Remi)
Una partecipante al Girone Mietitore che fa parte del gruppo di Reggie. Era una normale umana trasformata in stregone da Kenjaku e successivamente costretta a partecipare al gioco. Usa il suo fascino per ingannare giocatori ignari e portarli da Reggie. Viene catturata dalle forze militari americane d'invasione, che intendono utilizzare gli stregoni come soggetti di prova per sviluppare nuove fonti di energia rinnovabile. Dato che la maggior parte di queste truppe finisce per essere spazzata via dalle maledizioni evocate da Kenjaku prima di terminare la missione, il suo destino è attualmente incerto. La sua tecnica maledetta le consente di manipolare i suoi capelli per trasformarli in un aculeo.
Reggie Star (レジィ・スター?, Rejii Sutā)
È un partecipante del Girone Mietitore che guida un piccolo gruppo di stregoni che prende di mira i nuovi giocatori. È uno stregone del passato che si è incarnato in un corpo del presente. Usando la strategia, è stato in grado di sopravvivere alle prime fasi del gioco e dedurre che Kenjaku rivelerà qualcosa una volta rimasti solo i giocatori più forti. Usa Remi per attirare potenziali alleati o vittime per raccogliere punti. Questo ha portato Megumi in una trappola a Shinjuku, dove Reggie e i suoi alleati hanno teso un'imboscata allo studente. Entra in una sanguinosa lotta con Fushiguro, perdendo infine. Successivamente, fornisce alcune informazioni sul gioco e sui piani di Kenjaku, e gli cede i suoi punti prima di morire. La sua tecnica maledetta, "Contractual Recreation", trasforma le ricevute cartacee in qualsiasi oggetto stampato su di esse dopo che lui le ha bruciate. Gli oggetti creati si comportano come shikigami e possono essere liberamente manipolati da Reggie, ma dopo aver eseguito un suo comando svaniscono.
Iori Hazenoki (黄櫨はぜのき折いおり?, Hazenoki Iori)
È un partecipante del Girone Mietitore che si è allineato con Reggie e il suo gruppo, affrontando prima Megumi e poi Takaba, per poi ritirarsi in seguito alla morte di Reggie. È uno stregone del passato che si è incarnato in un corpo del presente. La sua tecnica innata gli consente di far esplodere a distanza le proprie parti del corpo e di usarle come bombe. Generalmente lo fa rimuovendo gli occhi e i denti prima di usarli come proiettili e farli esplodere a comando. L'uso di una tecnica di inversione per rigenerare le parti del corpo perdute rende semplice per lui continuare a creare bombe e sovrastare i suoi bersagli con esplosioni. Durante le fasi finali della competizione, viene ucciso da Kenjaku in persona, il quale usa uno sciame di piccole maledizioni per pugnalarlo al collo, limitando la sua capacità di guarigione, per poi decapitarlo.
Takako Uro (鳥鷺亨子?, Uro Takako)
È uno stregone del passato che è stato incarnato da Kenjaku per partecipare al Girone Mietitore. Nella sua prima vita, è stata il capitano di un gruppo di assassini affiliati al Clan Fujiwara e, nonostante una vita vissuta nell'ombra e nel sacrificio senza neppure un nome, viene giustiziata da un membro degli stessi Fujiwara, come capro espiatorio per un omicidio che questo aveva commesso all'interno del clan. Prende molto sul serio la sua nuova possibilità di vita ed è disposta a combattere chiunque per guadagnare più punti possibile per il gioco. La tecnica di Uro le garantisce la capacità di "controllare il cielo". Può trasformare il cielo in una superficie tangibile e usarlo per manipolare lo spazio, in modo simile a come una lente crea distorsioni. Affronta in un combattimento a tre Yuta e Ryu, venendo sconfitta da quest'ultimo e perdendo un braccio. Yuta riesce tuttavia anche a copiare la sua tecnica e dopo aver sconfitto Ryu la risparmia in cambio dei suoi punti.
Ryu Ishigori (石流龍?, Ishigōri Ryū)
È uno stregone vissuto 400 anni prima dell'inizio della storia che è stato incarnato da Kenjaku per partecipare al Girone Mietitore. Nonostante non abbia avuto veri rimpianti nella sua vita precedente, Ryu si ritiene insoddisfatto poiché non si è mai concesso alcun eccesso, e intende sfruttare la sua possibilità di una seconda vita per trovare un avversario degno di soddisfare la sua fame insaziabile. Viene considerato il giocatore con la maggiore quantità di energia malefica, sebbene ciò non includa Yuta, infatti lo stesso Ryu afferma come la quantità di energia malefica di Yuta sia tanto enorme da sembrare senza limiti. La sua tecnica gli permette di trarne vantaggio sparando raggi di energia dai suoi capelli, con l'effetto aggiuntivo di rendere la sua emissione di energia sempre uguale, indipendentemente dal fatto che attivi o meno la sua tecnica. Affronta Takako e Yuta in un combattimento a tre, che viene poi vinto da Yuta, il quale gli rivolta contro il suo raggio di energia malefica precedentemente deviato con la tecnica copiata da Takako dopo averlo colpito duramente per farlo mettere sulla sua traiettoria. Ryu viene risparmiato e, in cambio, dona quasi tutti i suoi punti a Yuta, ma dubita che, se la regola di trasferire punti non fosse stata introdotta prima, Yuta gli avrebbe risparmiato la vita. Quando Sukuna prende possesso di Megumi incontra Ryu e lo uccide in un istante.
Charles Bernard (シャルル・ベルナール?, Sharuru Berunāru)
È un aspirante mangaka che stava perseguendo in modo aggressivo i suoi obiettivi fino a quando non è stato costretto a partecipare al Girone Mietitore. I suoi genitori sono francesi ma è nato e cresciuto in Giappone e parla correntemente la lingua giapponese. Durante la competizione, entra in una disputa con Hakari. Può manifestare una penna di grandi dimensioni, che brandisce come una lancia in combattimento. La sua tecnica gli consente di vedere le azioni future del suo avversario, visualizzandole come una pagina di un manga. Il suo limite di base è di un secondo nel futuro, che aumenta ogni volta che preleva sangue dal suo avversario tramite la penna. Dopo aver combattuto ed essere stato facilmente battuto da Hakari, Charles passa dalla parte di quest'ultimo.
Hagane Daido (大道 鋼?, Daidō Hagane)
Uno spadaccino incarnato con cui Kamo e Maki si alleano inaspettatamente nella colonia di Sakurajima. Hagane è un combattente letale con una spada ed è in grado di combattere Naoya sotto forma di spirito maledetto, un avversario con cui Maki stava avendo difficoltà. Essendo privo di energia malefica, non può vedere gli spiriti maledetti ma è in grado di "vedere tutto il resto", e questo ha portato Maki a riflettere su ciò che la rende diversa sia da Hagane che da Toji.
Rokujushi Miyo (大道 鋼?, Miyo Rokujūshi)
Uno stregone incarnato con cui Kamo e Maki si alleano inaspettatamente nella colonia di Sakurajima. Miyo è un appassionato di sumo ed è visivamente simile a un Kappa. Nonostante la sua personalità eccentrica, Rokujushi agisce come un sincero mentore per Maki (in contrasto con Gojo e Kusakabe) e l'ha aiutata a raggiungere il suo pieno potenziale dopo che questa accetta di combattere un incontro di Sumo all'interno del suo Dominio.